# Personnages de Street Fighter
Une proposition de fusion est en cours entre Personnages de Street Fighter et Liste des personnages de Street Fighter.
 (avril 2011).
Si vous disposez d'ouvrages ou d'articles de référence ou si vous connaissez des sites web de qualité traitant du thème abordé ici, merci de compléter l'article en donnant les références utiles à sa vérifiabilité et en les liant à la section « Notes et références ».

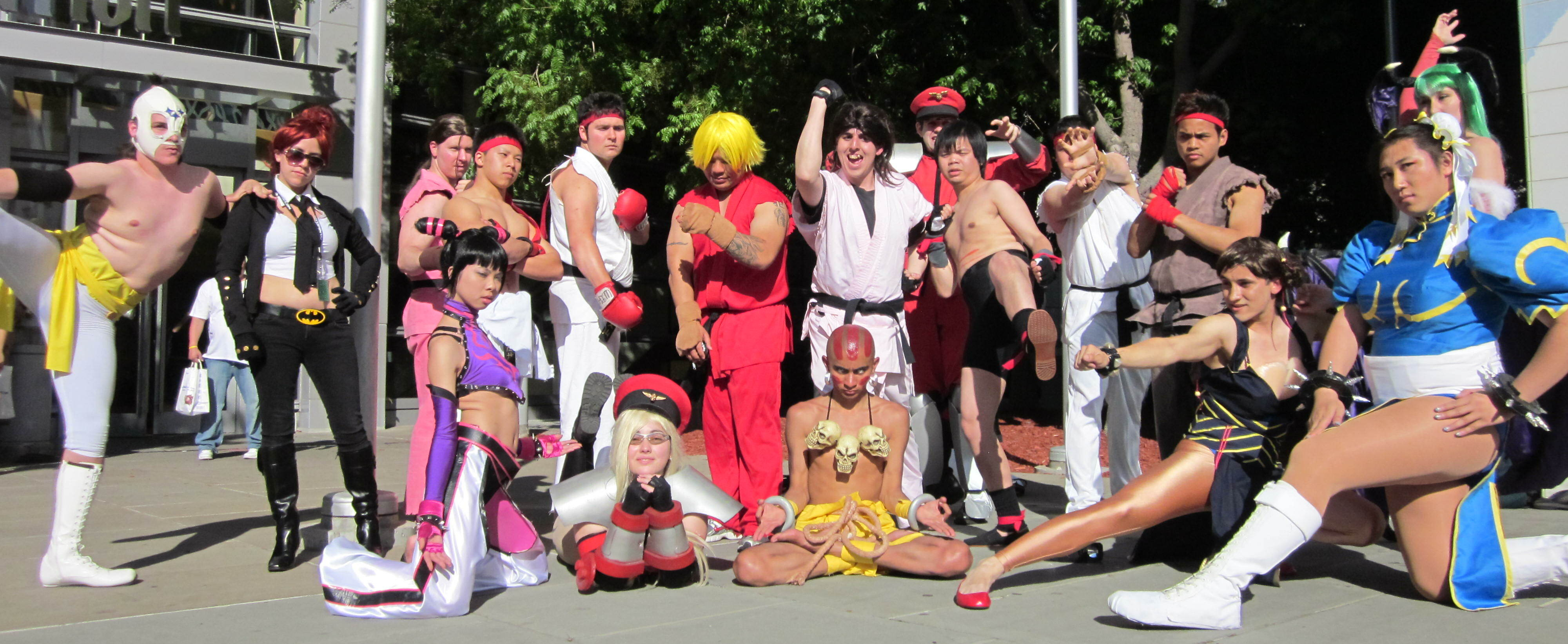
Cosplayers de certains personnages de la franchise Street Fighter.

Cette page liste, compile et énumère l'ensemble des personnages de la série de jeux vidéo de la franchise Street Fighter. Les personnages sont classés par ordre chronologique d'apparition (par ordre chronologique de sortie des jeux), puis, à opus équivalent, par ordre alphabétique.

## Introduits dansStreet Fighter

### Ryu
Protagoniste principal de la franchise Street Fighter, Ryu est un karatéka japonais pratiquant la variante Ansatsuken du karaté shotokan. Maitrisant la voie du Hado, et intrinsèquement vertueux (quand-bien même sa part d'ombre ressurgit et le hante régulièrement), Ryu dispose de capacités de combat extraordinaires, notamment de matérialiser son énergie et de l'expédier sur son adversaire (Hado Ken), ou d'amplifier ses attaques (Shoryu Ken et Tatsumaki Senpuu Kyaku).
Ryu se sent appelé à suivre la voie du combat, à se perfectionner et à fuir sa part d'ombre, ce qui fait de lui une cible idéale pour Akuma, son adversaire renégat et déchu.
Ryu est le seul et unique personnage présent dans tous les opus de la franchise sans exception (Street Fighter 2010 exclu, celui-ci n'étant originellement pas lié à la franchise).
Dans Street Fighter premier du nom, Ryu est le personnage qu'incarne automatiquement le joueur 1.
Ryu a été incarné successivement par Byron Mann (qui remplaça un Kenya Sawada initialement choisi par Capcom mais dont le niveau d'anglais était insuffisant) puis par Jon Foo et Mike Moh à l'écran.

### Ken
Ami d'enfance de Ryu et rival modèle sur le terrain de combat, Ken Masters est un karatéka américain pratiquant la variante Ansatsuken du karaté shotokan. À l'instar de son ami d'enfance, Ken maîtrise lui-aussi le Hado, et emploie l'agression mesurée pour passer ses élans sombres. Lui aussi peut matérialiser son énergie et l'employer en combat.
Dans les deux premiers titres de la franchise, leurs styles de combat sont rigoureusement identiques. C'est le titre Street Fighter II': Champion Edition qui amorcera le processus de différenciation des deux personnages sur le champ de combat, différenciation (meilleures Hado Ken pour Ryu, meilleurs Shoryu Ken pour Ken) qui se maintiendra et s'étoffera au fil des titres sans faute ni déviance.
Ken, contrairement à son ami japonais, privilégie la vie commune et mondaine, à sa maitrise de l'Ansatsuken.
Dans Street Fighter premier du nom, Ken est le personnage qu'incarne automatiquement le joueur 2.
Ken Masters a été incarné à l'écran par Damian Chapa et Christian Howard successivement.

### Sagat
Premier antagoniste de la franchise et boss final du premier opus, Sagat est l'Empereur du Muay Thai, et un ancien champion incontesté de cette discipline. Mesurant 2 mètres et pesant plus de 100 Kg, il maitrise lui aussi la matérialisation de son énergie, qu'il combine à son style particulier de combat. Sagat est -heure plus sombre de son passé - le meurtrier de Gou Hibiki - père de Dan Hibiki - et a perdu un oeil au cours de ce tragique combat.
Vaincu par Ryu et terrassé d'un Shoryu Ken ravageur, Sagat a subi deux cicatrices : une grande lacération en diagonale le long de son torse, et surtout une entaille à l'égo, flamme de sa motivation ultérieure : contre Ryu personnellement d'une part, mais aussi contre ceux qui, depuis cet échec, ont remis en question le règne de l'Empereur, d'une autre...
Sagat a été incarné à l'écran par l'acteur Wes Studi en 1994, et n'a plus été revu à l'écran depuis.

### Adon
Pour les articles homonymes, voir Adon (homonymie).

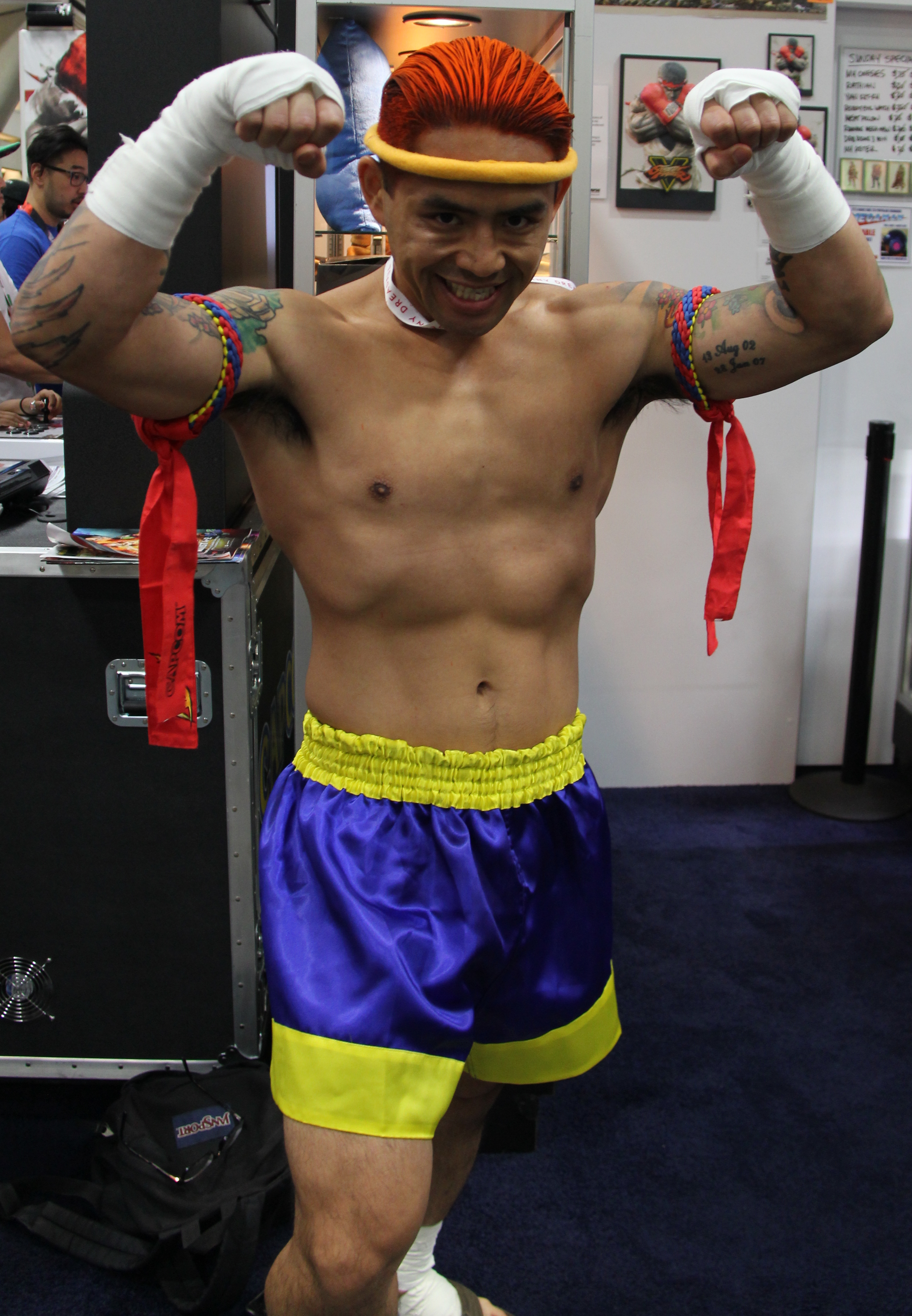
Cosplay d'Adon

Adon (アドン, Thai: อาดอน, Adon, [/ʔāː.dɔ̄ːn/]), lui aussi spécialiste du Muay thaï, est un ancien disciple de Sagat apparu lors du premier opus de la franchise Street Fighter, ou il officiait en tant qu'avant-dernier boss, et par conséquent n'était pas jouable.
Création du designer japonais Keiji Inafune, Adon fera partie du premier opus, de la série Alpha, ainsi que du quatrième opus, le tout, sous le même motif : vaincre le maître et prendre sa place.
L'histoire officielle révèle qu'il fut entrainé pendant trois ans par Sagat, alors invaincu et surnommé l'Empereur du Muay Thaï, avant la cuisante défaite de ce dernier aux mains de Ryu. Adon, offensé du fait que son art martial ne sorte pas vainqueur d'une telle compétition, défit Sagat et lui vola son titre de no 1 de la boxe thaïlandaise (Alpha), in extremis, des mains d'un adversaire en proie à la tourmente (Alpha 2). La voie du nouvel empereur était alors toute tracée pour lui permettre de redorer le blason de son style de combat à l'international. Or, la première cible du nouvel empereur fut le puissant Akuma, l'incarnation du mal (Alpha 3). Ce triste choix de cible peut expliquer l'absence d'Adon dans le second opus, alors que son maitre défait y est lui présent.
Cependant, dans la cinématique d'ouverture de Sagat dans Street Fighter IV, Adon (pas encore sélectionnable dans la mouture originale du titre), trop confiant et se moquant de son adversaire Sagat, est écrasé lors d'un combat contre ce dernier. Sagat démarre donc le quatrième opus en tant que Roi en titre de la Boxe Thaïlandaise. Casus belli qui reliera le maitre et le disciple dans les deux moutures ultérieures du quatrième opus.
Adon n'est pas réapparu depuis Ultra Street Fighter IV.
Malgré un arc scénaristique bien défini et facilement transposable sur grand écran, Adon n'a jamais été incarné à l'écran, n'apparaissant que très sommairement dans les films d'animation de la franchise.

### Birdie
Birdie (バーディー, Bādī) est un ex-catcheur et un voyou d'origine anglaise. Il est recruté par Bison, qu'il battit en duel pour prouver sa force, dans le cadre de Shadaloo, Birdie espérait pouvoir tirer plus de profit en mettant la main sur le Psycho Drive, la machine que Bison utilise pour canaliser son Psycho Power. Les motivations de Birdie sont bassement matérielles, et il n'aura ni le talent ni l'ingéniosité pour arriver à ses fins, surtout qu'il ignore à quoi sert véritablement le Psycho Drive.
Fort comme un bœuf à l'instar de Balrog, il est toutefois un peu plus malin que ce dernier. Il est noir de peau (bien que blanc dans le premier opus), avec une moustache en « W » (qu'il n'avait pas lors du premier opus), une excentrique crête décolorée avec un trou au milieu qu'il recoiffe sans arrêt à l'aide d'un couteau qu'il n'utilise que pour "provoquer" ses adversaires, un tatouage en forme de cœur sur la tempe gauche et porte une veste, un pantalon, des mitaines de cuir et des santiags. Il porte aussi de nombreux bijoux « bling-bling » tel un collier, des bagues et une ceinture avec une boucle en forme de crâne de buffle. Il a vraisemblablement déjà eu des ennuis avec la justice car il porte des menottes aux poignets dont la chaine est brisée et enroulée autour de son bras gauche ; on peut supposer qu'il s'est échappé après son arrestation, et a brisé ses liens n'ayant pas la clef. Mais cette chaine lui est parfois utile pour faire des prises ou étrangler son adversaire, et il la lèche parfois, signe d'une certaine psychopathie. Son apparence générale tranche avec son nom "birdie" signifiant en anglais « petit oiseau ».
L'apparence générale de Birdie peut susciter une ressemblance avec Mister T : Les multiples chaines autour du cou, la crête mohawk proéminente et le veston de cuir sur le torse découvert sont typiques de l'antagoniste de Rocky 3 et du protagoniste de la série L'Agence tous risques.[réf. nécessaire]
Combattant de la première heure, Birdie était un punk blanc dans le premier Street Fighter, devenu noir lors de son retour dans la série des Alpha. Capcom justifia ce changement de couleur en disant que Birdie était malade à l'époque, ce qui l'avait rendu pâle. Il réapparut (postérieurement au premier opus) dans les trois jeux de la série Alpha, puis revint à nouveau changé dans Street Fighter V.
Le personnage n'a jamais été incarné à l'écran.

### Eagle
Eagle (イーグル, Īguru) est un videur britannique sollicité pour battre Sagat. Après avoir perdu le premier tournoi. Il est revenu à sa routine de videur.
De retour dans la franchise à l'occasion de Street Fighter Alpha 3, Il est connu comme une légende vivante du combat dans son pays, se met en route pour perfectionner la beauté de son style de combat (Info issue du jeu). Seule la version PSP donne des informations sur ce personnage.
Il apparait aussi comme jouable dans Capcom vs SNK 2, et, dans la version japonaise du jeu, ses citations de victoire impliquent qu'il est ouvertement homosexuel. Cela n'est confirmé nulle part ailleurs cependant.

### Geki
Geki (激) est un ninja capable de se téléporter et de lancer des Shurikens. Il participe au tournoi de Street Fighter pour affirmer son statut de guerrier au sein de sa société secrète. Ayant servi de prémisse pour l'emblématique Vega, le caractère fortement générique de Geki hypothèque sérieusement ses chances de revenir dans une prochaine itération de la franchise.

### Gen
Gen (元) est décrit comme un grand spécialiste d'arts martiaux, d'un certain âge, ayant un passé d'assassin. Il fait sa première apparition dans Street Fighter en 1987 sur borne arcade en tant que second adversaire que le joueur rencontre en Chine.
Biographie
Gen est un ancien assassin qui, apprenant qu'il est atteint d'une maladie incurable, décide de chercher un adversaire à sa taille pour un match à mort. C'est dans cette optique qu'il part à la recherche d'Akuma pour son ultime combat. Gen semble avoir un lien particulier avec Chun-Li en tant qu'ancien ami de son père.
Apparitions
Gen réapparait en tant que personnage jouable dans Street Fighter Alpha 2 (1996) et sa suite Street Fighter Alpha 3 (1998), ainsi que dans Street Fighter IV (2009). Le fait que Gen fut en 1987 atteint d'une maladie incurable hypothèque cependant les chances de revoir Gen dans Street Fighter V, supposément tenu près d'un Street Fighter III dans lequel il fut déjà absent (et supposément mort, puisque déjà d'âge avancé dans le premier opus).
Gen est incarné par Robin Shou dans le film Legend of Chun-Li (2009), dans lequel il sert de mentor à la personnage-titre incarnée par Kristin Kreuk. Ce lien de mentorat n'est cependant pas canon.

### Joe
Joe (ジョー Jō) est un américain blond spécialiste en kick boxing. Il a participé au premier tournoi World Warrior.
On le voit dans l'introduction de Street Fighter II: The World Warrior sur borne d'arcade et de Street Fighter II': Champion Edition sur Mega Drive, en train de se battre contre un homme de type afro-américain (peut-être Mike)
Joe fut prévu dans Street Fighter Alpha 3 dans le rôle du prisonnier échappé de prison qui pratique la boxe. Ce rôle fut finalement décerné à Cody Travers, transfuge de la franchise Final Fight.[réf. nécessaire] Cela dit, Joe et Cody demeurent des combattants distincts.

### Lee
C'est un ami de Gen et l'oncle de Yun et Yang. Quoique possédant quelques bons coups, il n'arrive pas à la cheville de son père et fut un mauvais adversaire au premier tournoi de Street Fighter, le seul où on le vit.

### Mike
Mike est un champion de boxe américain qui participe au premier tournoi de Street Fighter. Une théorie a germé au fil du temps affirmant que Mike et Balrog seraient le même homme, et Capcom est resté élusif sur le sujet.

### Retsu
Retsu est un moine combattant qui participera au premier tournoi de Street Fighter. Très médiatisé dans les artworks il est révélé dans le comics officiel de la franchise comme étant l'assistant de feu Goutetsu, le maître de Gouki et Gouken, qui finit assassiné par Akuma. Chose étonnante, ce lien entre Retsu et Goutetsu n'est pas exploité dans la série Assassin's Fist, qui raconte pourtant cette partie initiale de la formation des deux personnages principaux, et la déchéance d'Akuma.
Il sera également présent dans des aventures audio promotionnelles à Street Fighter II où il sera interprété par Takeshi Aono.

## Introduits dans la sérieStreet Fighter II

### Akuma
Akuma (Démon en japonais),a pour véritable prénom Gouki. Frère de Gouken, le maître de Ryu et de Ken, et ancien élève de Goutetsu, Gouki serait selon Street Fighter Zero (Alpha) le père de Ryu. Le jour de la naissance de ce dernier, Gouki provoqua son maître Goutetsu en duel, et gagna. Après avoir tué son propre maitre, Gouki bascula dans le côté obscur du Hadou (Dark Hadou) et devint Akuma. Ryu attendit ses 20 ans quand il provoqua Akuma en duel dans l'espoir de venger son maitre Gouken, Akuma fit cependant en sorte de conduire Ryu à libérer le dark hado qui le hante, en se mettant en colère. C'est pourquoi on trouve Evil Ryu (Satsui No Hado Ryu) dans plusieurs titres de la franchise.
Akuma a été incarné à l'écran par Ernie Reyes Sr. en 1994, puis par Joey Ansah dans la série Assassin's Fist.

### Jimmy Blanka
Brésilien né le 12 février 1966, Jimmy Blanka est le seul survivant d'un crash d'avion au cœur de la forêt amazonienne. Muté par le choc et la charge électrique contenue dans la carlingue de l'appareil, il changea de couleur de peau et fut contraint de s'isoler du reste de la population. Devenu comme sauvage, il ne sera reconnu par sa mère, que grace à un bracelet de jambe gravé du prénom du brésilien, offert par sa mère au garçon longtemps avant le second opus.
Blanka est chargé d'électricité, et peut en générer à volonté. C'est notamment l'une de ses attaques. Massif et cependant alerte, Blanka est capable de rouler rapidement vers son adversaire, au sol comme en l'air.
Blanka a été incarné au cinéma par l'acteur Robert Mammone.

### Cammy White

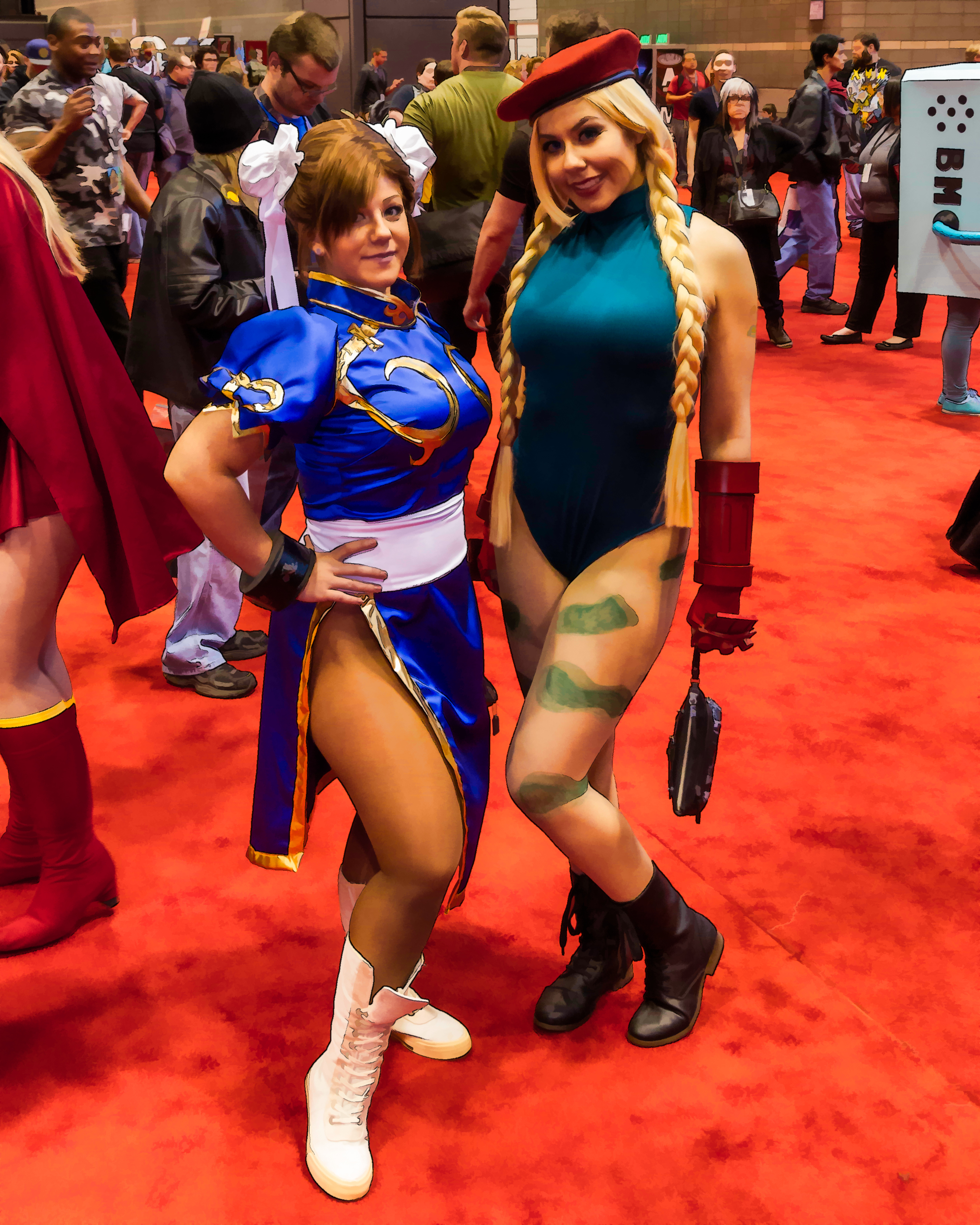
Cosplay de Chun Li et Cammy White au C2E2 2014.

Selon sa biographie officielle, elle est née le 6 janvier 1974, mesure 164 cm, pèse 46 kg, et réside en Angleterre. En réalité, elle a été fabriquée dans le laboratoire de clonage de Bison. Ce dernier avait en effet besoin de se délester d'un excès de Psycho Power et s'en est servi pour donner vie à Cammy. Marionnette initialement dépourvue de libre arbitre, Cammy va peu à peu prendre conscience de sa personnalité et se rebeller contre son maître, entraînant avec elle les Shadaloo Dolls, la garde personnelle de Bison composée de jeunes combattantes conditionnées par le Psycho Power.
Dans Super Street Fighter II, Cammy affronte M. Bison et le questionne au sujet de sa mémoire perdue. Le dictateur prétend qu'ils auraient été amants. D'abord incrédule, elle rejette Bison pour rejoindre le MI6. Cette version explique l'insistance de Bison à récupérer Cammy dans le film d'animation long métrage Street Fighter II. (NB : ceci correspond uniquement aux versions européennes et américaines du jeu. En réalité, dans la version originale, elle apprend qu'elle fut choisie parmi les Dolls pour être le nouveau corps de Bison. La cicatrice qu'elle porte n'a rien à voir avec ce dernier puisqu'elle est en fait l’œuvre des griffes de Vega.
Cammy est la seconde femme combattante de la franchise, après Chun-Li 3 ans plus tôt.
C'est la chanteuse australienne Kylie Minogue qui a incarné la londonienne à l'écran dans le film de 1994.

### Chun-Li
Jeune chinoise née le 1er mars 1968 d'un dignitaire local (plusieurs identités et occupations ont circulé sans qu'une ne soit confirmée par Capcom), Chun-Li a pratiquée le Kung-Fu toute son enfance et ainsi développé une alacrité ainsi qu'une haute vélocité au niveau des jambes. Vélocité qui lui permet de donner des coups de pied plus rapidement que celui-ci ne peut lever les bras (Lightning Kick), frapper du genou l'arrière du crâne d'un adversaire avant que celui-ci ne se retourne (Hienshu), ou encore de défier la gravité à grands coups de pied en hélicoptère (Spinning Bird Kick).
Convaincue de la culpabilité de Bison dans la mort de son père, Chun-Li s'engage dans le second opus dans l'espoir de mettre le dictateur hors d'état de nuire.
Chun-Li est également capable, depuis Street Fighter II Turbo, de manifester son énergie et l'expédier à son adversaire (Kiko Ken).
Incarnée à l'écran par Ming-Na puis par Kristin Kreuk, Chun-Li est la première femme combattante de la franchise... et de l'Histoire du jeu vidéo de combat en un contre un.

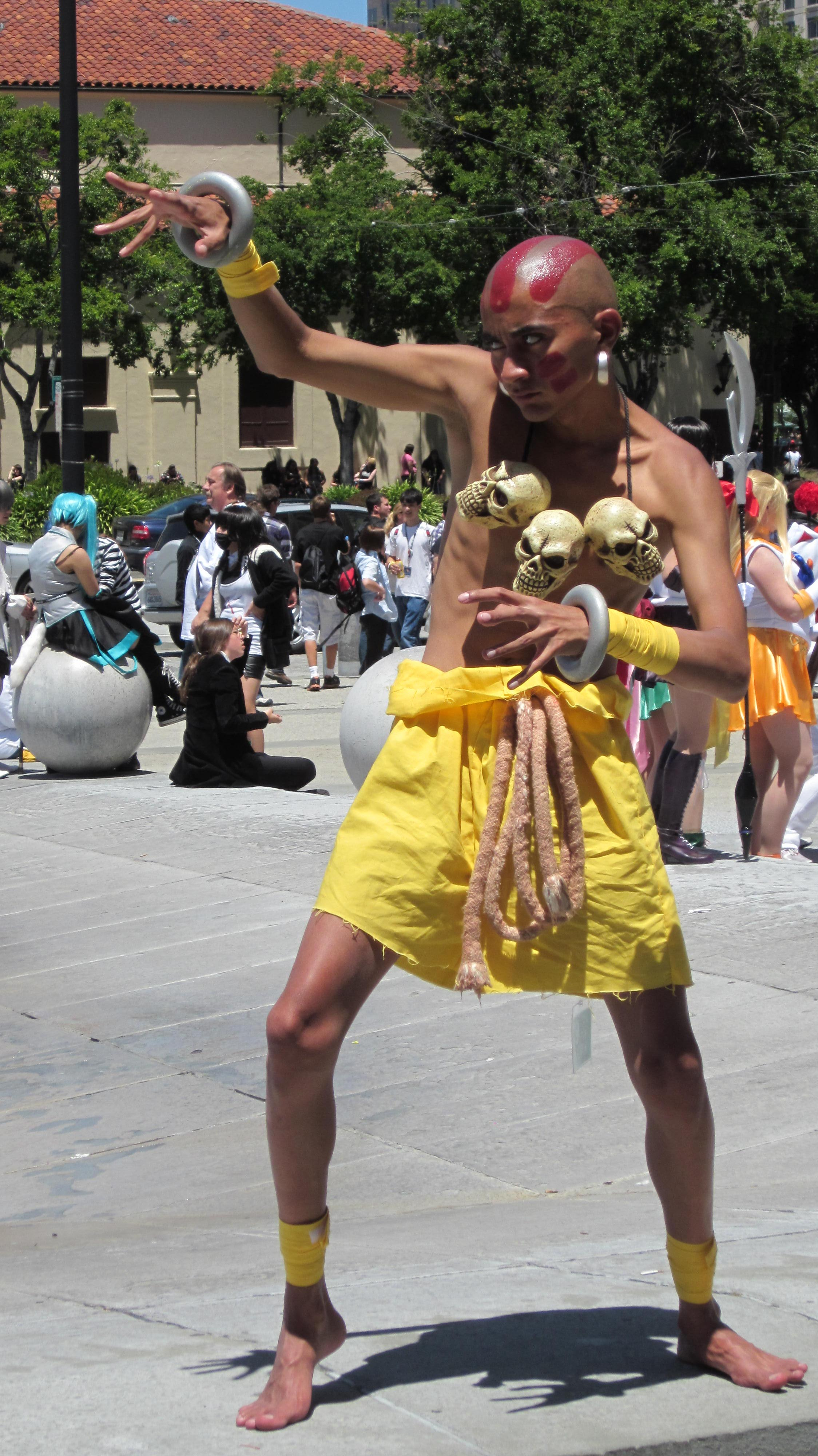
Cosplay de Dhalsim

### Dhalsim
Dhalsim est un maître yogi indien né le 22 novembre 1952, désireux de vaincre ses adversaires pour lever des fonds en vue d'aider les siens, chez lui. Maitrisant le yoga à un niveau exponentiel, le bonze est capable de léviter, se déplacer au mépris de la gravité, mais aussi d'étirer ses membres et de générer du feu, qu'il projette sur ses adversaires de diverses manières. Dhalsim voue une opposition au mal sous toutes ses formes, et -à l'exception du film de 1994 - n'est jamais représenté auprès de Shadaloo.
Dhalsim est, avec Ken, Guile et Crimson Viper, l'un des rares personnages de la franchise ayant un enfant connu : Datta, que l'on voit brièvement à la fin de Street Fighter II. Chose notable, cependant : Aucun de ces enfants de combattants n'est à son tour devenu un personnage combattant par la suite.
Incarné au cinéma par l'acteur britannique Roshan Seth, Dhalsim y incarne un scientifique dans son laboratoire et n'y est  - à l'instar de Jimmy Blanka - que très brièvement vu dans les atours caractéristiques tirés de la série vidéoludique. On ne l'y voit jamais combattre non plus.

### Edmond Honda
Rikishi japonais et accessoirement propriétaire de son propre sento, Edmond Honda s'est inscrit au second tournoi en vue de faire briller la lumière médiatique sur son sport, avec l'espoir d'atteindre au passage le titre de Yokozuna.

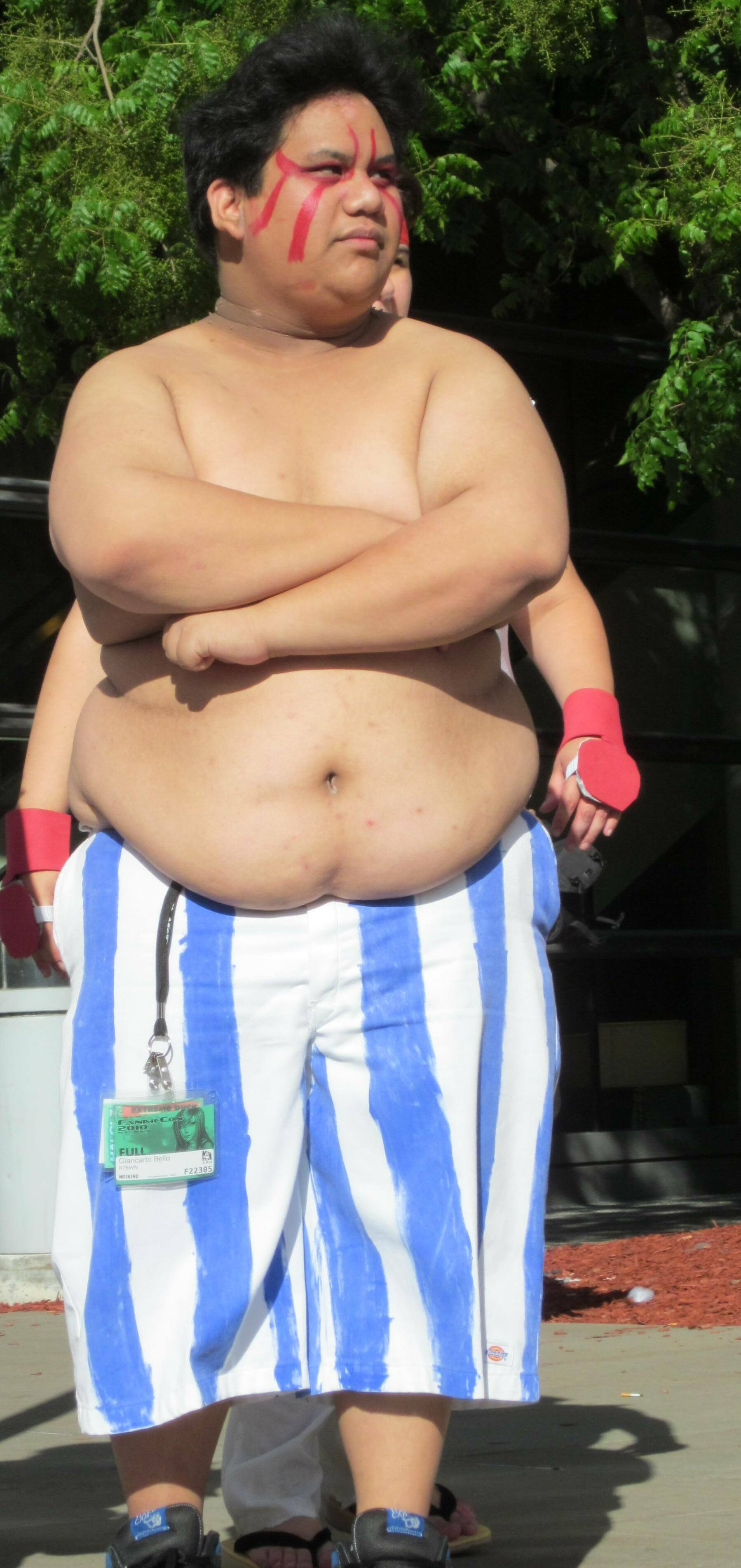
Cosplay d'Edmond Honda

Son cercle de combat est situé dans le quartier de Yamanote, à l'ouest de Tokyo.
Création du designer japonais Akira Yasuda, Honda partage l'amour du sumo avec celui des bains chauds, ce qui justifie la présence du cercle de combat du sumotori en plein milieu d'un sento. Il y entraîne également des disciples, que l'on revoit notamment à la fin du second opus.
Au cours de la série Alpha, Honda exerce une certaine activité à l'encontre de Shadaloo, qu'il croit responsable d'avoir permis à des drogues de circuler au sein de ses propres rangs. Il croisera, entre autres, Sodom, Sakura, Ryu et Zangief ; Puis recueillera une ou plusieurs Shadaloo Dolls[Lesquels ?] à la suite de la destruction de la base d'opération du dictateur
Honda a lui aussi développé des capacités de combat défiant l'entendement commun : Capable de se projeter tête la première sur son adversaire, mais aussi de frapper l'adversaire des mains sans que celui-ci ne voie ses mains venir, et bien entendu expert en désarçonnage d'adversaire, Honda se liera avec un autre lutteur, le russe Zangief.
Incarné au cinéma par le hawaïien Peter Tuiasosopo, Honda n'a jamais vu son histoire canonique portée sur grand écran.

### Guile
L'un des principaux protagonistes de la franchise, le Colonel Guile est un membre de l'état-major de l'U.S. Air Force américaine né le 23 décembre 1960. Doté d'une coupe de cheveux légendaire (de longs cheveux blonds dressés d'un seul bloc sur la tête et maintenus à grands coups de gel) et arborant le drapeau fédéral américain sur les deux bras, Guile incarne le gentil héros américain stéréotypique. Néanmoins, ses attaques sortent de l'ordinaire.
Guile est aux trousses du général Bison, à qui il voue une haine mortelle des suites de la mort de son ami de l'U.S.A.F. Charlie Nash alors en pleine infiltration de Shadaloo, le syndicat du crime opéré par le dictateur.
Guile and Dhalsim sont les deux premiers personnages de la franchises connus comme étant pères de famille : Guile a une fille, Amy, qui intervient à la fin de Street Fighter II ; Tandis que Dhalsim a un fils prénommé Datta.
Incarné par Jean-claude Van Damme sur grand écran en 1994, Guile devait réapparaitre dans le film de 2009 Legend of Chun-Li. L'acteur belge ayant cependant refusé le rôle, son personnage fût effacé du script. Guile n'est donc jamais réapparu au cinéma depuis.

### M. Bison
Principal et plus populaire antagoniste de la franchise, le général Bison (prénom inconnu) est né le 17 avril d'une année inconnue. Doté d'incroyables pouvoirs télékinétiques et énergétiques (appelés en commun le Psycho Power), le dictateur semble avoir abandonné toute idée de conscience et du bien en général, et opère ses pouvoirs sur la base du mal. Il tire ses réserves de pouvoir d'un engin massif appelé le Psycho Drive, qui est capable d'emmagasiner, de concentrer, et de redistribuer à volonté le Psycho Power dans un corps ou plusieurs. Il est donc certain que l'âme (s'il lui en reste une) et l'esprit de Bison ont tous deux occupés plusieurs corps différents, et qu'à ce titre certaines personnes puissent être conservées à portée afin de servir de récipients de cette immense manne de pouvoir obscur. Cammy White et les Shadaloo Dolls, ainsi que d'autres personnages comme Seth ou Abel, en sont des cas concrets.

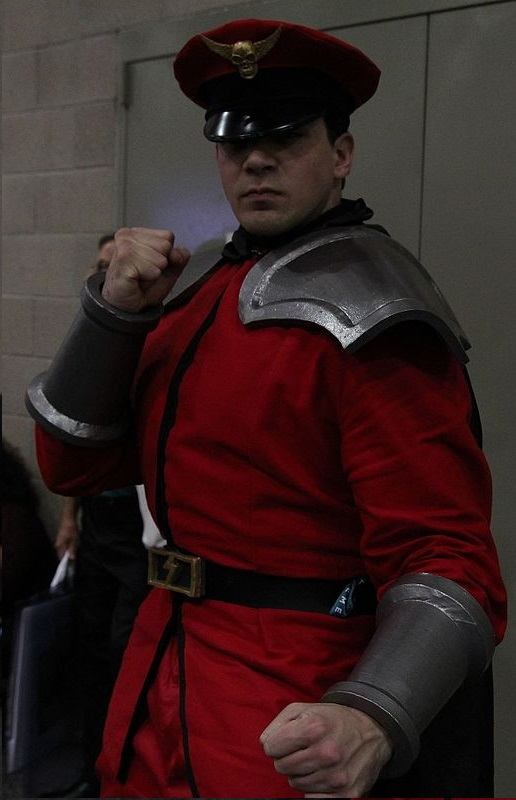
Cosplay de M.Bison, l'antagoniste principal de la franchise Street Fighter

Meurtrier confirmé du Major américain Charlie Nash de l'U.S.A.F. (et accessoirement ami proche du Colonel Guile), mais aussi premier suspect du meurtre du père de Chun-Li ; Bison est à ces titres la cible principale de ces deux combattants. Il est également poursuivi par Cammy White, une ancienne agente du dictateur ayant fui et perdu toute trace de son passé. D'autres personnages, comme Pullum Purna et Abel, sont également en recherche de réponses auprès du dictateur. Certains autres, comme Cracker Jack de la série EX, fuient le dictateur et ses hommes. Enfin, Bison a également pour nemesis bénéfique la génoise Rose et son pouvoir, le Soul Power, opposé au Psycho Power de Bison.
À l'exception des premier, troisième et -pour l'instant- sixième opus, M.Bison a été présent dans l'ensemble des titres de la franchise, dont il est à ce titre l'antagoniste principal. Capcom n'a donné aucun détail quant aux tenants et aboutissants de Bison lors de ces opus : était-il déjà actif lors du premier Street Fighter ? Est-il toujours vivant après Street Fighter V ?
M. Bison a été incarné à l'écran par Raul Julia en 1994 (dans son tout dernier rôle, l'acteur étant décédé lors de la post-production), puis par Neal MacDonough (qui n'a jamais porté le légendaire uniforme rouge du dictateur, se contentant d'un simple costume deux-pièces) en 2009, puis par Silvio Simac en 2012 et Kevin Porter successivement, ainsi que par le comédien français Alexandre Astier dans un sketch parodique appelé Confessions Fighters.

### Vega
Membre du groupe Shadaloo, Vega est un toréador de la noblesse espagnole officiant occasionnellement sur des humains, sous le manteau, pour le compte de Bison. Il est le deuxième des quatre bosses de fin qu'affronte le joueur lors du second opus, et ne devient sélectionnable qu'à partir de la seconde mouture de Street Fighter II.

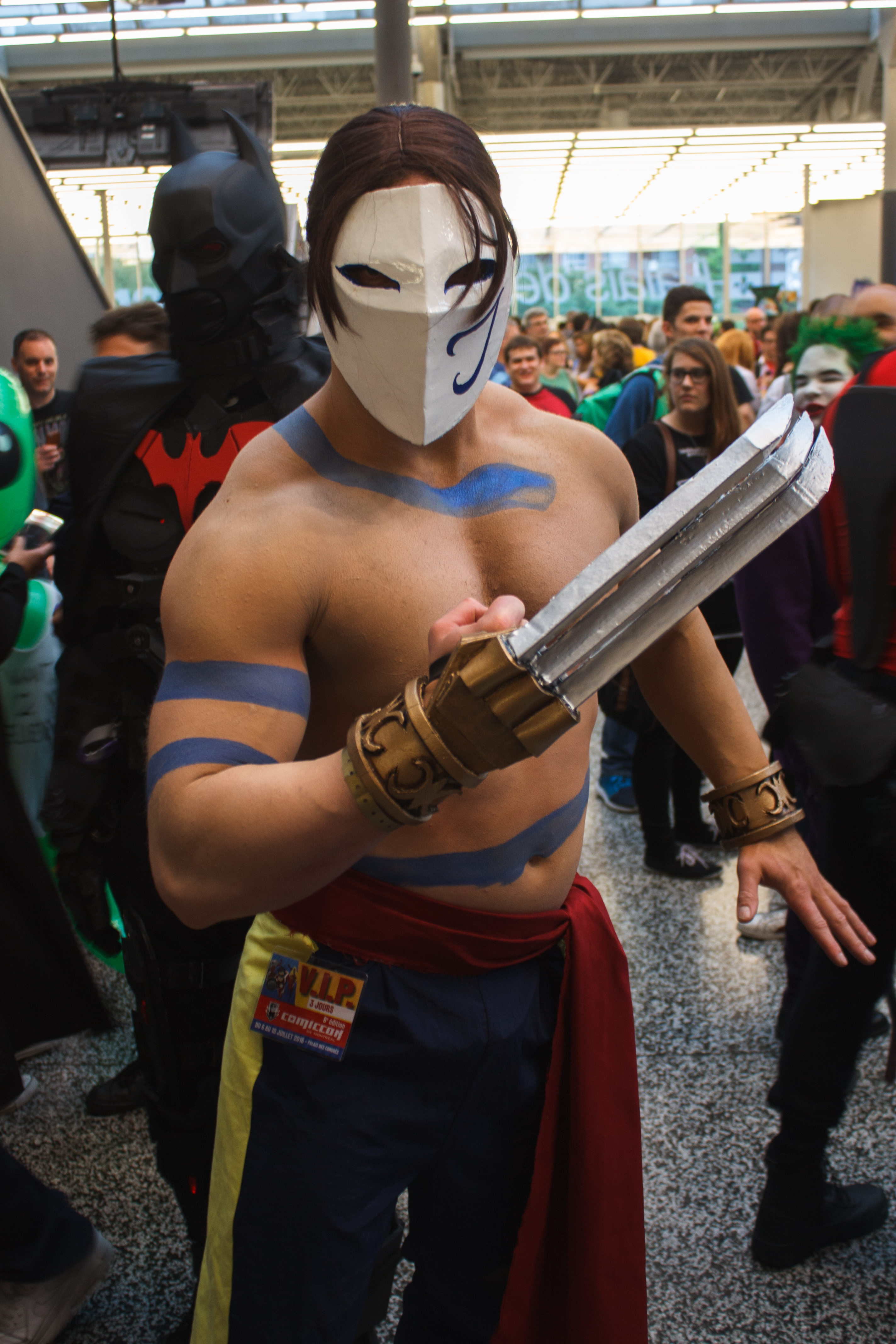
Cosplay de Vega, portant cependant sa griffe à la mauvaise main.

Crée sur la prémisse de Geki, le personnage a évolué entre le sauvage en jean troué (que l'on retrouvera chez Blanka), le matador en pleine tenue masqué mais sans arme, le chevalier d'obédience templière armé d'une claymore et une reprise du design de Geki. Le personnage final sera une combinaison de l'ensemble. L'espagnol combat avec une griffe de combat de trois lames (recourbées afin d'éviter de tuer en plein tournoi) d'à-peu-près 30 centimètres de long, qu'il porte à la main gauche. Un masque blanc orné d'un emblème violet, couvre son visage.
Obsédé par l'idée de beauté, Vega a développé un narcissisme et une vanité sans pareil. Il se considère comme l'épitome de la beauté, et en conçoit par syndrome du parvenu, un dégoût profond envers les êtres qu'il juge laids. Plusieurs médias montrent qu'à un certain point de l'histoire Chun-Li fut une cible assignée à Vega, mais il semble avoir échoué à sa tâche.
Quand bien même cela n'est jamais suggéré ouvertement, tous les médias officiels montrent Vega comme comparse de Sagat au service de Bison.
Vega est maître des airs, et se lance sur d'impressionnantes distances pour attaquer sa cible. Il emploie notamment le décor (la cage quand il est chez lui) et traverse l'écran lorsqu'il fond sur sa cible, toute griffe devant. Cependant, et contrairement à ce que laisse entendre sa profession, le masque emblématique de Vega n'a pas pour but de cacher son identité, mais de protéger son visage des impacts des coups de son adversaire. Masque qu'il retire d'ailleurs lui-même bien souvent, notamment en cas de victoire.
En raison de l'inversion des noms des boss de fin lors du portage de Street Fighter II aux États-Unis, Vega est connu sous le nom de Balrog (Barurogu) au Japon. Pour éviter toute confusion, Vega est appelé "Claw" ("griffe") à l'international.
Les latino-américains Jay Tavare et Taboo Nawasha ainsi que le catalan Adan Aguilar ont tous trois porté le masque et la griffe du matador à l'écran.

### Zangief
Né le 1er juin 1956 en U.R.S.S., Zangief est un catcheur professionnel connu sur le circuit international sous le surnom de Tornade Rouge. Motivé plus par patriotisme que par désir de faire briller son sport, Zangief est l'un des rares combattants à ne pas être doté du moindre don extraordinaire. Seule sa force physique dépasse la plupart des humains, si bien que le cyclone s'entraine sur des ours.
Ses attaques sont pour l'ensemble des prises de catch de renom : la corde à linge retournée, la souplesse à l'allemande, le brise-reins et, surtout, le marteau-pilon tournant, constitue le gros de son arsenal.
Zangief a été incarné par Andrew Bryarinski dans le film de 1994, et n'a pas été revu à l'écran depuis.

### Balrog
Balrog, nommé Mike Bison (マイク・バイソン, Maiku Baison) ou M. Bison au Japon et surnommé "Boxer" à l'international, est un Américain pratiquant la boxe anglaise. Il fait sa première apparition dans Street Fighter II: The World Warrior en tant que premier sous-boss (non jouable dans la version originale du jeu) en 1991 sur borne arcade.
Né le 4 septembre 1968 dans un ghetto, l'imposant boxeur professionnel Balrog a été radié à vie par la Fédération Internationale de Boxe à la suite d'un match à Las Vegas où il tua son vis-à-vis. Il fut ensuite recruté par M. Bison pour devenir son homme de main, aux côtés de Vega, l'assassin espagnol. Balrog n'accepte cependant ses missions que s’il est payé, et n'a pour ambition que l'enrichissement personnel.
Balrog a été incarné par Grand L. Bush dans le film de 1994, et par Michael Clarke Duncan dans celui de 2009.
Le tout premier Street Fighter inclut un boxeur noir appelé Mike et ressemblant fortement à Balrog. Capcom a indiqué qu’il apparaissait effectivement comme pouvant s’agir du même personnage, bottant ainsi en touche. Le nom original de Balrog étant Michael Bison, (Mike étant un diminutif de Michael), cela renforce la théorie. Il est possible que son nom d'origine (Mike), soit en hommage à Mike Tyson. Cependant, Capcom a préféré échanger les noms de ses personnages lors du portage du titre en occident, de peur d'être attaquée en justice par ce dernier. Le personnage de Balrog ne lui dresse en effet pas un portrait élogieux (il est impoli, délinquant et déloyal, comme on peut le voir dans une de ses attaques de Super Street Fighter IV où il marche sur le pied de son adversaire, geste formellement interdit en boxe). Outre cela, le nom japonais de M. Bison (Vega) correspond bien plus au toréro espagnol et semble trop faible, trop peu intimidant, pour le despotique boss final. Il fut donc décidé d'intervertir les noms des bosses de fin lors du portage du World Warrior aux États-Unis. Pour éviter toute confusion, Balrog est appelé Boxer à l'international, notamment en tournoi.

### Dee Jay
Dee Jay (ディージェイ) est un jeune Jamaïcain est présenté comme l'étoile montante du kick boxing, surnommé the southern comet. Plein de vie et d'entrain, il aspire à devenir une star du ring, mais aussi de la musique, son autre passion. Physiquement, c'est un grand caribéen d'1,84 mètre, souvent torse nu avec un pantalon de kickboxer rouge marqué « Maximum » sur la jambe, ce qui annonce ses ambitions.
Il fait sa première apparition dans Super Street Fighter II: The New Challengers en 1993 et il est le seul personnage de la série à être conçu par la branche Capcom USA.
Dee Jay a été incarné par Miguel Nunez Jr. dans le film de 1994.

### Fei Long

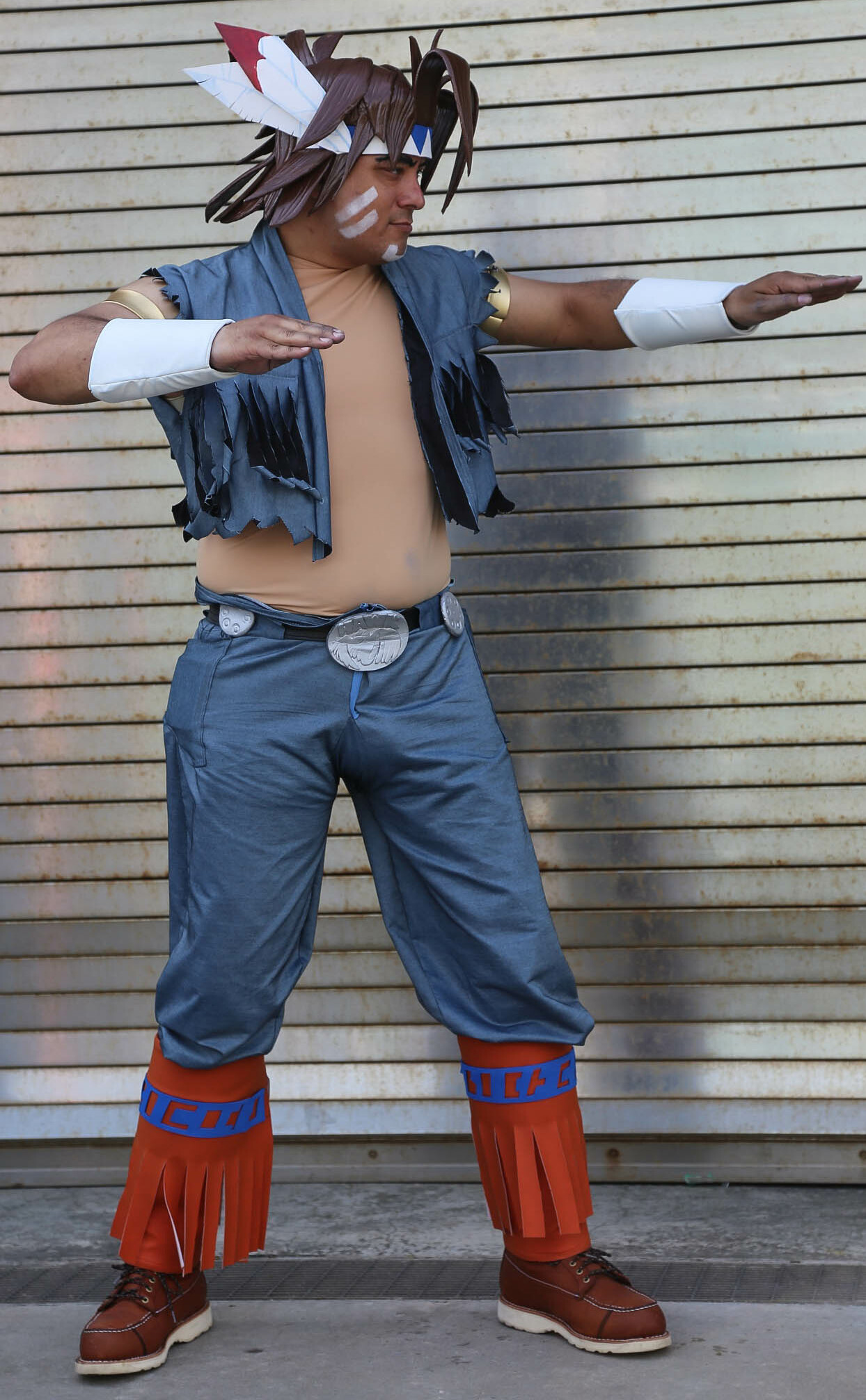
Cosplay de Thunder Hawk

Fei Long (フェイロン) (écrit aussi Feilong) (né le 23 avril 1969) est un Chinois de la ville de Hong Kong qui fait sa première apparition dans Super Street Fighter II: The New Challengers en 1993. Il est la star montante du Kung-Fu. Il est harcelé par les sbires de l'organisation Shadaloo, qui aimeraient le forcer à rejoindre leurs rangs. Fei-Long pratique le Kung-Fu depuis l'âge de 6 ans, et a même créé son propre style, nommé Hitenryu.
Inspiration
Son style de vie, entre cinéma et arts martiaux, est largement inspirée de l'acteur Bruce Lee (sans compter une certaine ressemblance physique).[réf. nécessaire] De plus, le personnage de Fei Long n'apparait pas dans le film tiré du jeu vidéo, ou il est remplacé par le personnage de Sawada, ce qui accrédite la thèse de la large inspiration de l'acteur américain dans la création du personnage.

### Thunder Hawk
Thunder Hawk (サンダー・ホーク) est un colossal indien d'amérique, d'origine mexicaine, né le 21 juillet 1959. Lorsque sa tribu fut attaquée par Shadaloo, T-Hawk fut contraint d'émigrer avec sa famille. Il est supposé (fin de Thunder Hawk dans Super Street Fighter II: The New Challengers) que l'écosystème du lieu a été ravagé par les sbires de Bison, ce qui explique l'exode de sa tribu. Depuis, le mexicain désire non-seulement se venger de Shadaloo, mais aussi retrouver une femme appelée Julia (dont on trouve la trace dans la version arcade initiale du titre), portée disparue depuis le raid (La coïncidence avec Juli n'est cependant pas confirmée par Capcom).
T-Hawk possède la plus impressionnante stature physique de toute la série : Il mesure 2,30 m pour un poids de 162 kg ! record qui sera invaincu jusque Hugo (Street Fighter III).
Thunder Hawk est l'un des quatre nouveaux personnages apparus dans Super Street Fighter II. Il s'agit d'un amérindien de nationalité mexicaine, disposant de plusieurs attaques et projections aériennes.
Thunder Hawk a été incarné par Gregg Rainwater dans le film de 1994.

## Introduits dans la sérieStreet Fighter Alpha

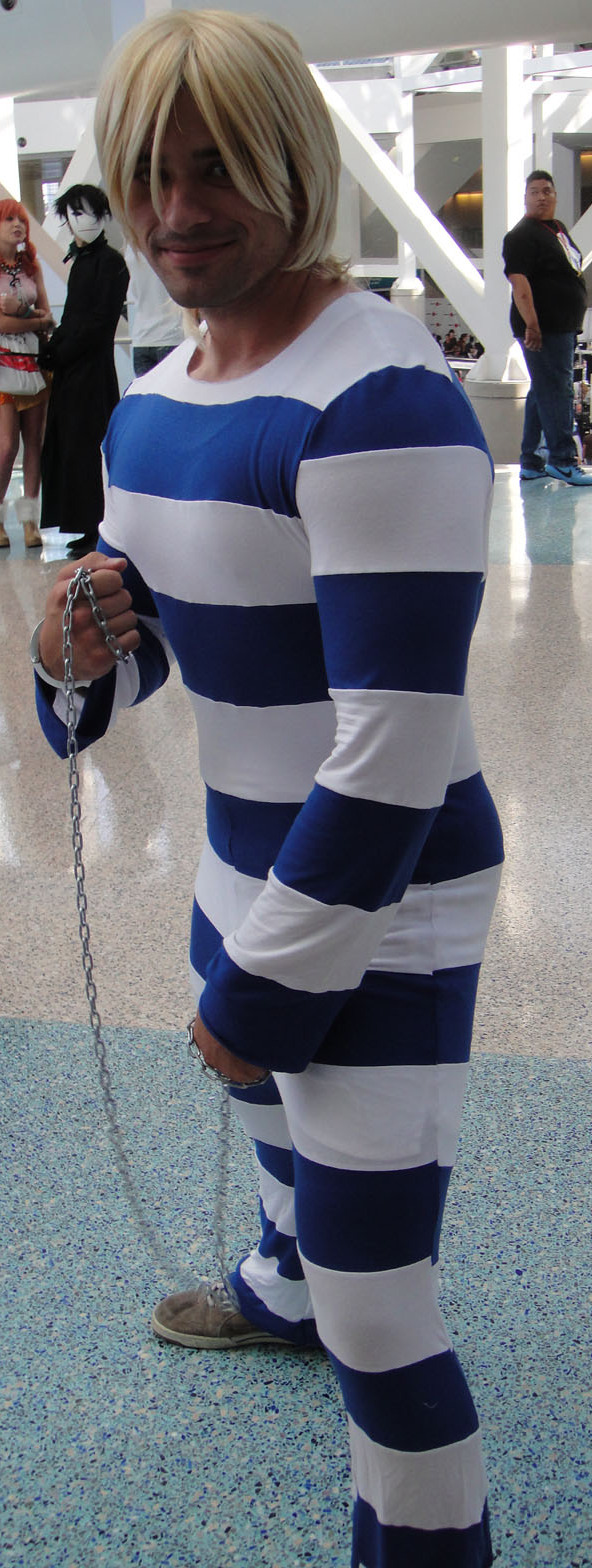
Cosplay de Cody Travers

### Cody Travers
Cody Travers (コーディー・トラバース, Kōdī Torabāsu) est un personnage appartenant à la franchise Final Fight. Protagoniste du premier opus du nom, lui et son meilleur ami Guy décident d'aider leur ami Mike Haggar à récupérer Jessica, la fille de ce dernier et fiancée de Cody, qui a été enlevée par des truands membres du gang Mad Gear, résolu à faire chanter son père. Cody, qui est fiancé à Jessica, se lance dans cette aventure avec une grande rage.
Au terme de sa quête, il réussit à vaincre Belger, le chef des voyous, mais, confronté au même dilemme que Guile deux ans après lui, Cody choisit l'option inverse et tue son ennemi malgré les supplications de Jessica, en précipitant son ennemi dans le vide à travers une vitre. C'est la raison de son incarcération et de son apparence de prisonnier évadé dans Street Fighter Alpha 3 et Street Fighter IV. Apparence de prisonnier qui ne lui sera retirée qu'à l'occasion du cinquième opus, dans lequel Cody apparaît enfin tel un homme libre. La date de sortie des deux jeux (Final Fight 1 et Street Fighter V) étant séparée de 27 ans, on peut logiquement penser que Cody Travers a purgé la totalité de sa peine pour le meurtre de Belger.
À l'inverse de bien des personnages l'ayant prédaté au sein de la franchise (quand bien même Cody est plus ancien que tous les personnages de Street Fighter II), Cody Travers est un véritable combattant de rue, employant tous les moyens pour vaincre : couteaux, éclats de verre, pierres : même la poussière lui est utile pour s'arroger l'avantage et la victoire.

### Dan Hibiki
Personnage comique de la franchise crée par Capcom comme pied de nez aux franchises concurrentes Art of Fighting et King of Fighters, Dan Hibiki (火引弾, Hibiki Dan) fait son apparition dans Street Fighter Alpha premier du nom en 1995. Trop confiant en lui-même, il représente un défi supplémentaire aux joueurs : vaincre des adversaires à l'aide d'un personnage plus faible et dont la plupart des combos ne font pas (ou très peu) de dégâts.
Créateur d'un style de combat fictif appelé le Saikyo Ryu, il dispose d'une attaque et d'une santé plus faibles que les autres personnages. Il se liera d'amitié avec Jimmy Blanka et Sakura Kasugano, mais a un ennemi mortel : Sagat, l'assassin de son père, Gou Hibiki.
Son objectif ultérieur est de populariser son art martial parodique à travers le monde.
Dan a été incarné par Raphael Descraques dans le sketch parodique Confessions Fighters, dans lequel M.Bison (Alexandre Astier) conseille Ryu et Chun-Li dans leurs problèmes de couple.

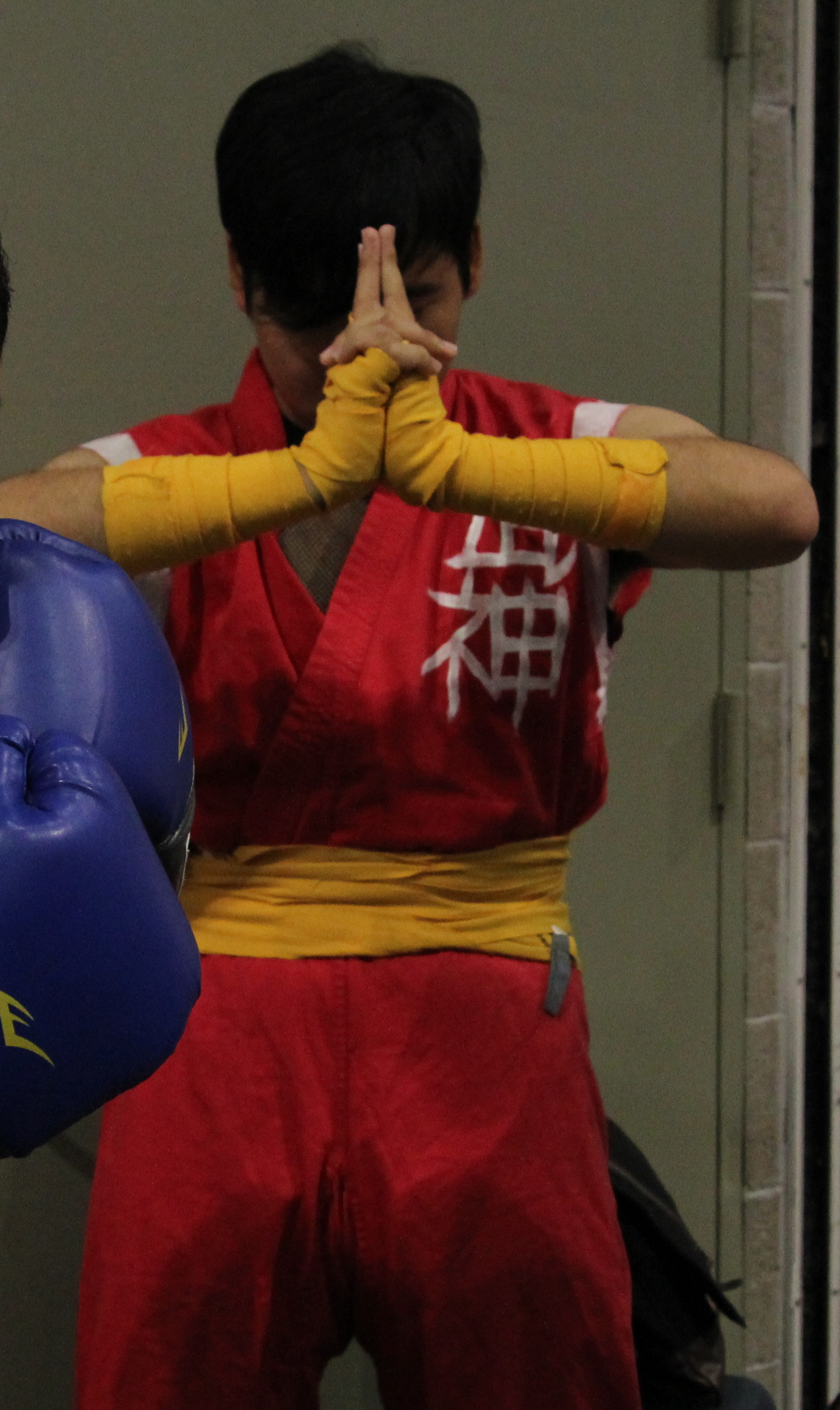
cosplay de Guy

### Guy
Premier personnage de la franchise Final Fight à faire le saut sur Street Fighter, Guy est un praticien du Bushinryu Ninpo, le style de combat des ninjas. Personnage léger et rapide du premier opus de la franchise de beat-em-up - là ou Cody Travers est équilibré et Mike Haggar le lutteur poids-lourds-, Guy se retrouve dans la franchise Street Fighter doté d'une palette d'attaques rapides portées essentiellement aux pieds, et similaires en prémisse aux attaques de Ryu, Ken et consorts.
Il tentera, sans succès, d'empêcher Cody de tuer M. Belger et ainsi se rendre coupable de meurtre. Il répliquera sa tentative de salut sur Rose, qui elle-aussi est menacée par sa quête personnelle : mettre un terme à la malfaisance du général Bison.
C'est le seul protagoniste de la franchise Final Fight dont le nom de famille est inconnu.

### Rolento Schugerg
Initialement un ennemi de Guy, Mike et Cody du fait de son affiliation plus ou moins distante au clan Mad Gear, Rolento Shugerg est le troisième transfuge de la franchise Final Fight à faire le saut sur Street Fighter. Il emploie des attaques aériennes, notamment à l'aide de couteaux, et est souvent vu suspendu à une corde telle une araignée.
Rolento fait son apparition dans le second épisode de la série Alpha, et réapparaitra dans le quatrième opus.

### Sodom
Premier antagoniste de la franchise Final Fight à faire le saut dans Street Fighter, Sodom (astucieusement renommé Katana aux États-Unis) est un américain blanc passionné par la culture japonaise (dont il ne parle pas la langue) et membre du clan de malfaiteurs Mad Gear en compagnie de Rolento Shugerg.
Doté de deux Saï qu'il emploie au combat, Sodom est le troisième combattant armé de la franchise Street Fighter, après Geki (Street Fighter I) et Vega (Street Fighter II), mais aussi avant Garuda, Doctrine Dark et Nanase Mizukami (Street Fighter EX), Twelve (Street FIghter III), et Decapre (Street FIghter IV). Cependant, ce sont des katanas que l'américain emploie dans le jeu Final Fight d'ou il provient. Katanas qui apparaitront dans Alpha 3 lorsque le joueur sélectionnera le personnage avec le style de combo X-ISM. Routier de profession, Sodom emploiera son camion dans sa cinématique de fin du titre Alpha 3, et l'enverra s'écraser dans les murs de la base de Shadaloo, se sacrifiant au passage.

### Charlie Nash
Le Lieutenant Charlie Nash de l'US Air Force est un compagnon d'armes de Guile. Dans les versions japonaises de Street Fighter Alpha 3 et Street Fighter V, il s'appelle Nash. Il enquête sur la corruption au sein de l'armée américaine, poussant certains officiers à vendre des armes à Shadaloo. Épris de justice, il trouvera de l'aide dans sa traque auprès de Chun-Li, elle aussi lancée par Interpol sur les traces de Bison et désireuse d'arrêter ce dernier.
La fin officielle statuée par Capcom indique que Charlie est mort en permettant à Guile de s'échapper de la base de Bison quand elle explose, à la fin de Street Fighter Alpha 3 (la fin que l'on voit quand on joue Charlie n'est donc pas canonique). Ce qui explique le retour de Guile dans Street Fighter II, pour venger son ami après avoir appris que Bison avait survécu.
Dans Street Fighter V, Nash a le rôle principal. Il sort de sa tombe sous la forme d'un mort-vivant, et monte une expédition punitive contre M.Bison.
Charlie Nash a été incarné à l'écran par l'acteur gabonais Alain Moussi, dans le fan-film Street Fighter: Resurrection (2016), dans lequel il a le rôle principal auprès d'une sélection de nouveaux personnages encore jamais incarnés.

### Ingrid
Ingrid est un personnage exclusivement créé à la base pour Capcom Fighting Jam (Capcom Fighting Evolution aux États-Unis). Elle a, par la suite, été intégrée au casting de la version PSP de Street Fighter Alpha 3 : Street Fighter Alpha 3 Max.
On ne sait rien sur son passé. Elle possède le pouvoir du Psycho Power, qui est similaire au Soul Power de Rose et surtout au Psycho Power éponyme de M. Bison. Cependant, ce dernier lui aurait volé en partie ce pouvoir et l'aurait perverti. Ce pouvoir peut la servir à détruire les contrôles mentaux, la rendant capable de libérer Evil Ryu de l'emprise du Satsui No Hado pour qu'il redevienne Ryu. Elle est aussi capable de lire dans les pensées, connaissant les prénoms de Ryu et Rose sans même se présenter.

### Juni et Juli
M.Bison a créé une armée de soldats surentrainées, les Shadaloo Dolls, grâce à la technologie démoniaque de Shadaloo. Juli, un de ces soldats, reçut un ordre de Bison. Elle doit trouver et détruire le soldat nommé Cammy White, alias Killer Bee, qui a trahi l'organisation pour rejoindre Delta Red, la section spéciale du SIS anglais. Juni doit quant à elle poursuivre Ryu et collecter toutes les informations possibles sur lui.

### Karin
Karin Kanzuki (神月かりん) est une étudiante japonaise, une camarade et autoproclamée rivale de Sakura dont la tenue est similaire. Elle est vêtue de rouge et blanc avec un foulard bleu. Elle fait sa première apparition dans un manga centré autour de Sakura en 1996, créé par une fan de la série, avant de devenir jouable dans Street Fighter Alpha 3 en 1998.
Son style de combat est le Kanzuki-ryū kakutōjutsu, qu'elle a créé elle-même. Du fait qu'elle soit issue d'une famille aisée, elle est hautaine et n'hésite pas à considérer les autres comme « communs » ou « inférieurs ».
En explorant les données de Marvel Super Heroes vs. Street Fighter, on peut trouver un sprite de Karin dessiné par-dessus le sprite de Sakura. Malgré la pose identique à cette dernière, sa tête et ses bottes sont bien identiques à celles que l'on voit dans Street Fighter Alpha 3 : Il est donc possible que Capcom ait prévu de la créer dans ce jeu plutôt que d'attendre Street Fighter Alpha 3.
Biographie
Karin se considère comme une rivale de Sakura, contre laquelle elle a perdu. Issue de la dynastie des Kanzuki (elle est la fille de Daigenjyuro et Nadeshiko Kanzuki), dont la devise est « Tout ce qui importe, c'est la victoire » (également interprété comme « Sois la gagnante en tout ») et en alternance « Le pire que nous puissions être c'est être le meilleur ». La société Kanzuki est menacée par Shadaloo. Karin utilise la fortune familiale en tentant de battre Shadaloo ainsi que Sakura par la même occasion. En chemin, elle rencontre Blanka et le bat dans un match amical, en se disant que « le monde est si vaste pour qu'une telle bête puisse exister ». Elle rencontre également "Rainbow" Mika Nanagawa et se bat contre elle, puis, impressionnée par la capacité de Mika, elle offre son parrainage à la catcheuse. Karin trouve finalement Sakura et la bat, mais réalise finalement que la victoire a été un coup de chance, et que l'important, c'est le combat en lui-même, pas de gagner ou de perdre (Ce que Ken lui avait déjà dit précédemment). Elle vécut avec sa propre devise, si bien qu'elle prit le contrôle de la majorité de l'entreprise de son père, presque sous son nez. À la fin, elle devient la directrice de la société Kanzuki, et d'un empire immobilier de près de 200 miles hectares de terres doté de son propre climat[Comment ?].
Entourage
Son domestique, Ishizaki, apparaît durant ses poses de victoire. Ishizaki est un homme rondelet, mais attachant, d'une trentaine d'années aux bras costauds mais d'un sourire accueillant et chaleureux. Il est toujours désireux de faire ce que Karin veut de lui, bien que parfois il aimerait être au cœur de l'action et se battre. De plus, il lui a été assigné le rôle de babysitteur de Karin alors qu'elle voyagerait à travers le monde, en recherche d'une revanche contre Sakura. Bien qu'ils aient un lien aussi proche que dur, il peut être considéré comme son meilleur ami dans le manoir des Kanzuki, car il est très fier d'elle et il en prend vraiment bien soin.

### Maki Genryusai
Transfuge supplémentaire de Final Fight, Maki Genryusai est la première femme combattante de la franchise de Metro City. Praticienne du Bushin-ryu à l'instar de son beau-frère Guy (Maki étant la sœur de Rena Genryusai, la fiancée de Guy), Maki lui succède dans le rôle de la combattante rapide mais peu puissante, et emploie un tonfa au combat. Elle suit Mike Haggar et son ami Carlos Miyamoto en croisade contre le clan Mad Gear dans Final Fight 2, et se trouve impliquée dans la franchise Street Fighter des suites d'un tournoi féminin d'arts martiaux dans lequel elle affronta Sakura Kasugano.
Maki réapparut dans le titre Capcom vs. SNK 2, mais n'apparut plus par la suite. Sa successeresse dans Final Fight 3, Lucia Morgan, quant à elle, apparut dans Street Fighter V.

### Rainbow Mika
Rainbow Mika (レインボーミカ) ou R. Mika, de son vrai nom Mika Nanakawa, est catcheuse professionnelle.
Mika a pour objectif d'être « La star du ring ». Pour y arriver, elle a décidé de voyager à l'étranger et combattre les plus grands combattants avant même de faire ses débuts officiels. Elle rencontrera Zangief et Edmond Honda, dont elle est fan.
Mika réapparut dans le cinquième opus, accompagnée de sa coéquipière Yamato Nadeshiko (大和ナデシコ).
La catcheuse professionnelle Zeda Zhang est à ce jour la seule à avoir incarnée Mika Nanakawa à l'écran, dans un fan-film.ou elle affronte Ibuki (Chau Naumova).

### Rose
Rose (ローズ, Rōzu) est une cartomancienne génoise ayant un pouvoir appelé Soul Power. Elle fait sa première apparition vidéoludique dans Street Fighter Alpha en 1995, et cinématographique en 2009, incarnée par l'actrice ukrainienne Elizaveta Kiryukhina. La nouvelle venue de Street Fighter V, Menat, est son apprentie.

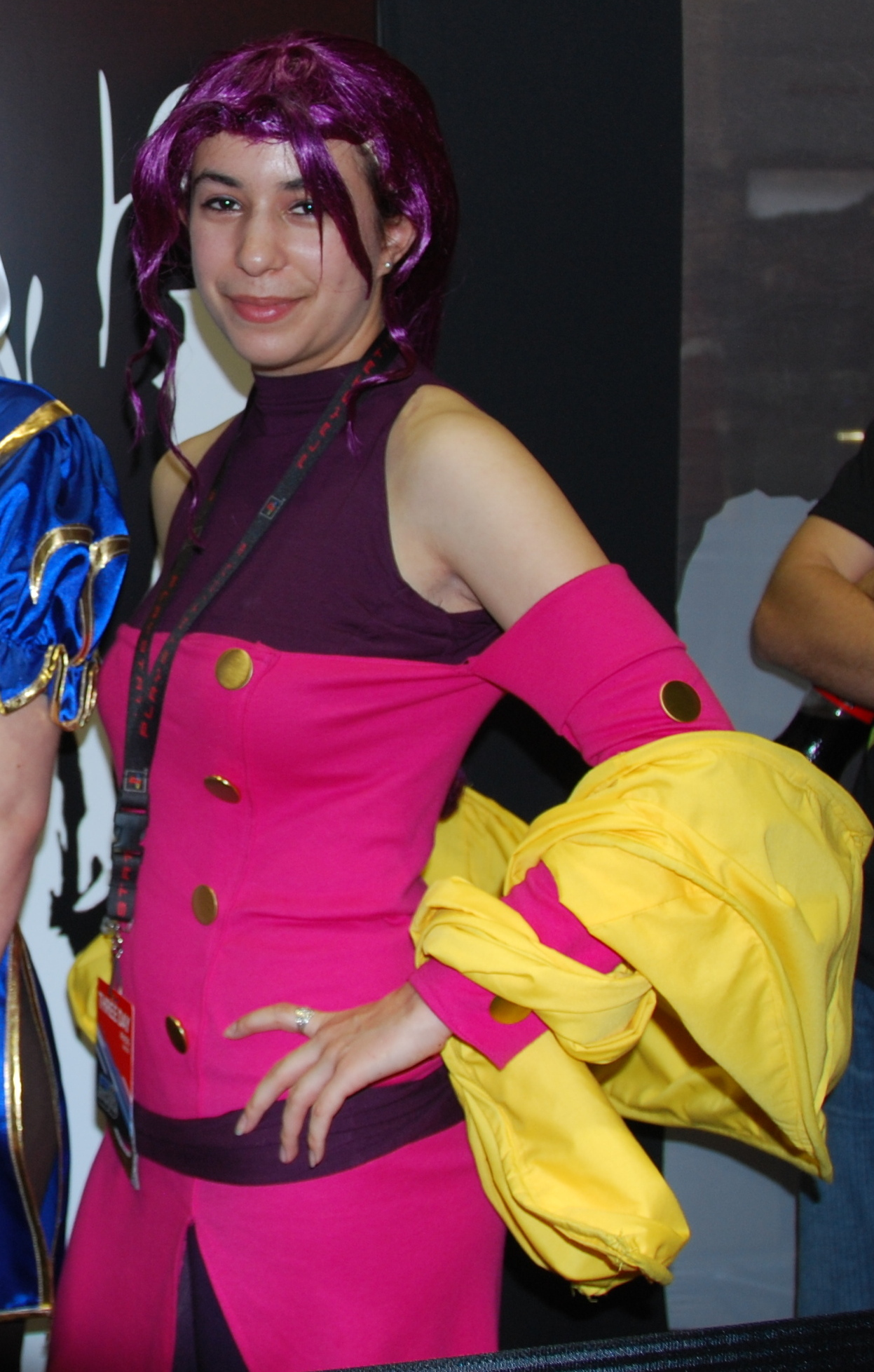
Cosplay de Rose

Rose mesure 1,78 m pour un poids de 54 kg. Elle combine son Soul Power avec une écharpe céleste pour se battre.
Le Soul Power est l'opposé vertueux du Psycho Power malfaisant de M. Bison. Quand celui-ci s'est entièrement imprégné du Psycho Power, il s'est débarrassé du bon côté de son âme, créant ainsi Rose. Ils sont deux êtres distincts. Même si Rose est la réincarnation du bon côté de Bison, elle ne partage rien en commun avec lui et lui voue une opposition diamétrale sans retour. Il est, pour elle, celui qui détruira l'équilibre des choses.

#### Street Fighter Alpha 2
Rose a lu dans les tarots que le Général Bison représentait une grande menace pour l'équilibre du monde. Elle participe donc au tournoi et l'affronte. Elle le vainc en combat singulier et s'en retourne chez elle le croyant mort. Cependant, elle finit par se rendre compte, lors d'un tirage, qu'il a survécu.

#### Street Fighter Alpha 3
Rose retourne combattre Bison, cette fois-ci avec la résolution d'en finir avec lui. Sur son chemin elle rencontre Ryu. Elle place tous ses espoirs en lui si jamais elle venait à échouer, mais le défend d'attaquer Bison personnellement, car il n'est pas prêt. Elle rencontre également Guy qui s'étonne de la voir plonger dans la gueule du loup. Elle le combat pour l'empêcher de la suivre. Elle finit par défier Bison et perd le combat. Ce dernier prend possession de son corps en y transférant une partie de son âme puis s'enfuit. Inconsciente, elle est retrouvée par Guy qui part en la portant dans ses bras, dans l'espoir qu'elle se réveillera un jour. (fin officialisée par Capcom)

#### Street Fighter II: The World Warrior
Rose n'apparait pas mais est tout de même plus ou moins présente. À la suite du tournoi Alpha 3, Bison ayant été détruit par Ryu, les scientifiques de Shadoloo lui reconstruisent un nouveau corps et l'âme de Bison y réapparait. On peut penser que cette âme vient de Rose, ce qui explique d'ailleurs pourquoi Bison est bien plus faible dans Street Fighter II, y ayant récupéré la partie vertueuse, l'empêchant ainsi d'être entièrement maléfique et d'utiliser le Psycho Power à plein potentiel. (Conjecture basée sur la storyline de Bison et plus ou moins approuvée par Capcom)

##### Street Fighter IVetSuper Street Fighter IV
L'arrivée de Rose au tournoi est des plus mystérieuses. On sait juste que Rose souhaite à nouveau tuer Bison. et affronte Guy et Ryu dans le même tournoi. Guy ne veut pas qu'elle affronte Bison car il est persuadé qu'elle va en mourir. La Gênoise bloque cependant le passage de Ryu afin qu'il n'affronte pas Bison, ne le pensant toujours pas prêt. À la fin du tournoi, Rose est rattrapée par Bison qui la démet de ses pouvoirs. Elle s'effondre et il l'emporte avec lui. Il est lui-même rattrapé par Guy qui réussit à récupérer Rose inconsciente (d'une manière non décrite ou montrée). La croyant aux portes de la mort, il tente de la rappeler en lui ordonnant de revenir à elle. Rose finit par reprendre conscience. Cette fin n'a aucunement été officialisée par Capcom, elle est basée sur les fins de Rose et Guy dans Street Fighter IV et Super Street Fighter IV

### Sakura Kasugano
Sakura Kasugano (春日野さくら) apparaît pour la première fois dans Street Fighter Alpha 2. C'est une lycéenne de 15 ans, complètement fan de Ryu. Elle pratique le karaté ansatsuken, et tente d'imiter son style (jusque dans les poses de victoire). Enthousiaste et passionnée, elle a définitivement fait « grandir » le personnage de Chun-Li en la remplaçant dans le rôle de la jeune fille enjouée.

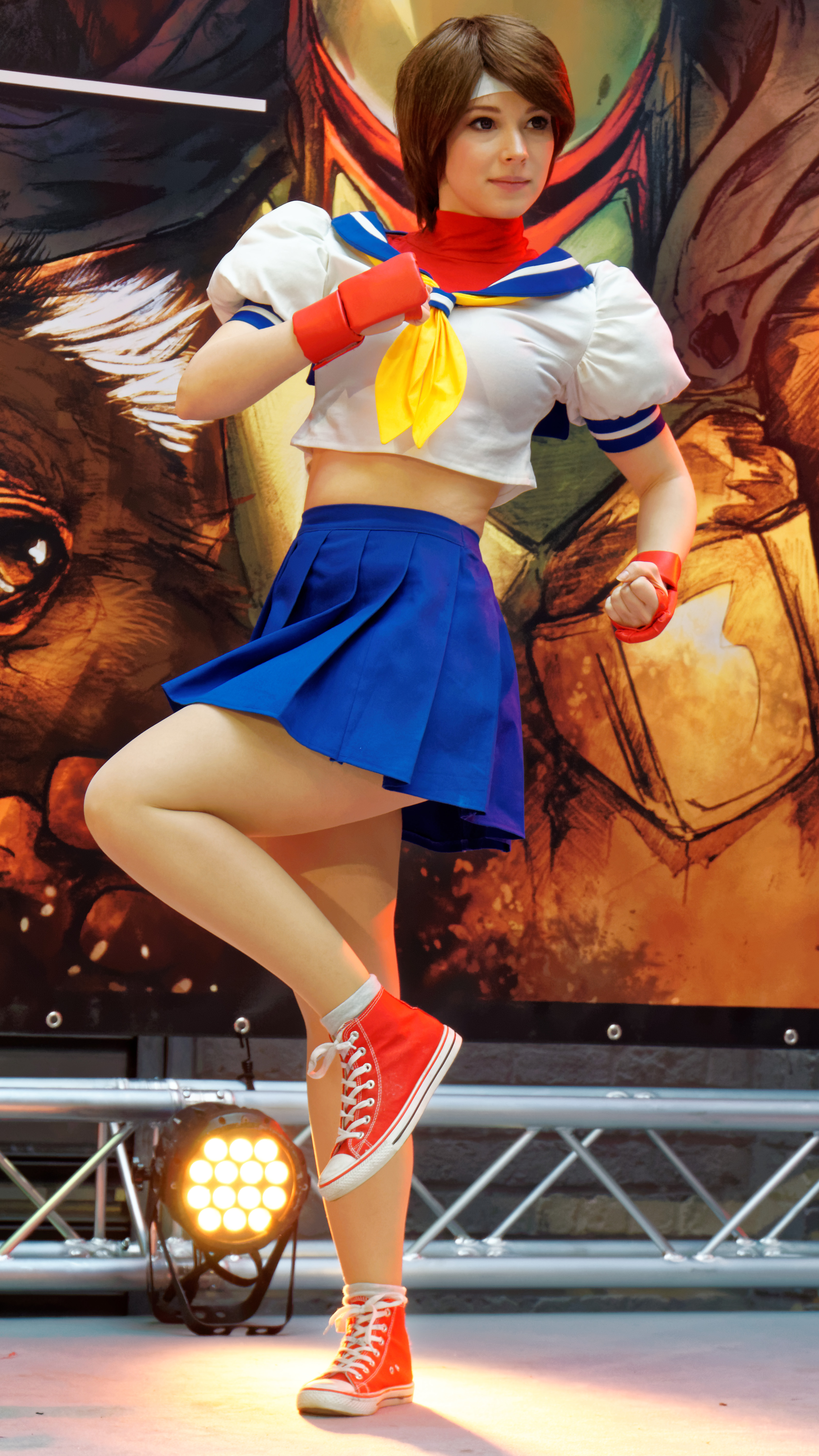
Cosplay de Sakura Kasugano

L'activité principale de Sakura consiste à essayer de rencontrer son idole. Elle finira par trouver Ken, et l'aidera à sauver Ryu des griffes d'un M. Bison désireux de faire de lui son esclave à l'aide du psycho power.
Sakura a également fait une apparition dans Rival Schools: United by Fate, un autre jeu de Capcom sur des combats entre étudiants amateurs d'art martiaux.
Sakura signifie en japonais cerisier.

#### Stage
Le stage de Sakura dans Street Fighter Alpha 2 se situe dans le jardin de la maison familial à Setagaya-ku 2-5 Chôme à Tôkyô. d'ailleurs à l'intérieur de la maison, on peut apercevoir le petit frère de Sakura, Tsukushi Kasugano en train de jouer aux jeux vidéo.

#### Genèse du personnage
Créée exclusivement pour Street Fighter Alpha 2, plusieurs développeurs de Capcom ont voulu introduire un personnage en décalage avec les autres combattants de la série Street Fighter. Les designers qui avaient travaillé sur Charlie Nash pour Street Fighter Alpha et l'apparence de Spider-Man dans Marvel Super Heroes sont ceux qui ont créée le design de Sakura. Au tout début, elle devait porter un kimono et un hakama.
Ses chaussures sont inspirées des Converse All Star Hi. Les commentaires des designers de Sakura disent que Black Widow de SMB[Quoi ?] était une des sources d’inspiration pour la création du personnage. Un autre designer du nom d'Akiman dit qu’au départ il pensait designer Sakura avec des guêtres d’entraînement, mais que l’idée a été rejetée parce qu’ils voulaient pour Sakura un look plus moderne, d’où le look d’écolière combattante : uniforme marin, short d’entraînement, et chaussures de sport.
Elle porte un bandeau blanc autour de la tête, offert par Ryu avant le Street Fighter Alpha 2.

#### Doubleuse
Yuko Sasamoto prête sa voix au personnage de Sakura dans tous les jeux où elle est présente. La doubleuse a également chanté la chanson "I just want you to know", version lyrisée du thème de Sakura présent dans le jeu Super Puzzle Fighter II Turbo.
Sakura Kasugano n'est encore jamais apparue au cinéma.

## Introduits dans la sérieStreet Fighter III

### Alex
Alex est un des personnages les plus aboutis de toute la série Street Fighter. Il fait également partie des 3 personnages de Street Fighter à paraître dans Tatsunoko vs. Capcom: Ultimate All-Stars, ce qui laisse à penser qu'il fut prévu pour être le principal protagoniste du troisième opus avant qu'il ne soit décidé de ramener Ryu et Ken, puis Chun-Li.
Biographie
Lutteur américain venant des bas quartiers de New York aux États-Unis, il veut tout simplement devenir le combattant le plus fort du Monde. À la suite de la sévère défaite de son ami Tom, il s'inscrit au troisième tournoi de Street Fighter, afin de retrouver le responsable et venger son ami terrassé.
Inspiration
Il est inspiré du célèbre catcheur américain Hulk Hogan. Son introduction avant combat où il arrache sa veste est similaire au style Hogan lors de ses apparitions sur le ring, qui a l'habitude de déchirer son T-shirt. Alex a une introduction spéciale avec Hugo qui ressemble à la confrontation entre Hulk Hogan et André the Giant.

### Dudley
Dudley (ダッドリー) est un boxeur anglais et un gentleman raffiné, né dans une famille aisée. Son père était un ancien athlète devenu un homme d'affaires prospère. Dans son adolescence, il voulait être boxeur, mais sa famille l'en dissuada. Plus tard, l'entreprise de son père fit faillite, cribblant la famille de dettes. Dudley a donc commencé la boxe professionnelle afin de gagner de l'argent. Il devint un redoutable boxeur et rejoignit le troisième opus dans l'espoir de faire revenir la prospérité à sa famille.

### Elena
Elena est née dans la savane du Kenya. Les hommes et les femmes de sa tribu sont des soldats/guerriers nés et le combat est un aspect important de leur culture. C’est pour cela qu’elle a appris la Capoeira, ainsi son style de combat s'appuie exclusivement sur des coups de pied. C'est là un clin d'œil à Balrog, qui lui n'utilisait que ses poings.
Elena est la princesse de sa tribu. et son père le médecin-marabout, également diplômé de médecine d’une université française. C’est probablement la raison pour laquelle Elena a la capacité (une nouvelle fois exclusive) de se soigner en combat. Elena aimerait avoir une éducation formelle, malgré le fait que sa tribu ne s’en soucie nullement. Sa cinématique de fin de Third Strike montre qu’elle a fini par la recevoir. Elena aime beaucoup se faire des amis et sympathise avec ses adversaires après les avoir mis à terre. De par sa grande sympathie, elle semble être la seule personne que Vega ne déteste pas.

### Gill
Gill est le « boss » de fin de Street Fighter III. Il contrôle le feu et la glace, peut ressusciter et provoquer une onde de choc surpuissante par ses pouvoirs divins.
Son frère est Urien. Il dirige une secte dédiée à sa gloire et projette de répandre sa foi au monde entier en organisant un tournoi de combattants de rue. En battant les hommes les plus forts du monde et en les ralliant à lui, il espère aussi conquérir le monde.
Le personnage fut ainsi créé par Capcom dans l'optique de mettre en evidence le fait que, contrairement aux opus précédents (et suivants) de la franchise, ce jeu-ci ne pratiquait pas le "sprite mirroring". Ainsi, lorsque Gill se tourne d'un coté ou de l'autre, on voit instantanément que les couleurs correspondent toujours : les sprites ne sont pas simplement mis à l'envers mais diffèrent selon que le personnage fait face à la gauche ou la droite de l'écran, mais chaque personnage a des sprites individuels selon son sens.

### Hugo
Hugo (ヒューゴー) est un catcheur, inspiré du célèbre catcheur français André The Giant. Lui et plusieurs membres de sa famille étaient des membres éminents de Mad Gear. Comprenant que le mode de vie criminel n'était pas fait pour lui, Hugo participe au troisième tournoi World Warrior organisé par Gill, accompagné de son amie et membre de Mad Gear, Poison. Son objectif par le biais de ce tournoi a été de trouver un partenaire approprié pour les combats en équipe, en raison de l'assassinat mystérieux de son premier partenaire par un rival. Pendant le tournoi, Hugo lutta contre Ryu, un voyageur ne cessant de perfectionner ses aptitudes au combat. Dans ce combat Hugo fut frappé par le Shin Shoryuken de Ryu, mais ne fut pas mis KO par celui-ci et continua le combat avec une performance étonnante.
Finalement, Hugo et Poison décidèrent de créer leur propre fédération de catch dans Street Fighter III: 3rd Strike, le Huge Wrestling Army (HWA). Tous les personnages de Street Fighter III les ont soutenus dans ce projet.
Apparitions
Il est d'abord paru dans Final Fight comme boss du troisième niveau. Il réapparut alors dans Street Fighter III: 2nd Impact - Giant Attack et dans Street Fighter III: 3rd Strike - Fight for the Future. On le voit également comme personnage non-jouable dans Super Street Fighter IV, Street Fighter Alpha 2 et Street Fighter Alpha 3. Il apparaît aussi dans le jeu SNK vs. Capcom: SVC Chaos avec un design qui lui correspond bien mieux, il est d'ailleurs le seul personnage tiré de la série Street Fighter III à apparaître dans ce jeu.
En 2014, Hugo est ajouté à la liste des personnages de la 4e série dans Ultra Street Fighter IV.

### Ibuki
Ibuki (いぶき) est une jeune fille japonaise pratiquant le ninjutsu qui fait sa première apparition dans Street Fighter III: New Generation en 1997 sur borne arcade.
Elle fait sa réapparition dans Super Street Fighter IV, au côté de Makoto et Dudley provenant de la même série. Elle apparaît de nouveau dans Street Fighter V, où elle se joint à l'expédition punitive de Charlie Nash contre M.Bison.
Ibuki étudie dans une école spécialisé dans le ninjutsu dont elle n'aime pas beaucoup respecter les horaires, il lui arrive souvent de recevoir des punitions pour arriver en retard pour ses cours. Ibuki a un petit raton-laveur de compagnie qui s'appelle Don-Chan. Très attirée par les hommes, elle les drague après les avoir mis à terre.
Ibuki fut incarnée par Chau Naumova dans un fanfilm ou elle combattit Rainbow Mika (Zeda Zhang).

### Necro
Né dans un petit village en Russie sur le bord d'un lac, Necro a deux frères plus âgés et une plus jeune sœur. Il quitte la froide campagne pour vivre sous les lumières étincelantes de Moscou, où il rejoint le syndicat du crime de Gill. Il est génétiquement modifié en une impitoyable machine à tuer dotée d'une super souplesse inhumaine. Ses techniques de combat sont générées par un ordinateur et empreint dans son cerveau utilisant la cyber technologie.

### Oro
Oro est né en 1860 au Japon, il est le maître du Senjutsu, et a donc 160 ans au moment du tournoi. Contrairement aux apparences, Il s’est délibérément lié un bras (visible lors des super art ainsi que lors d’une pose de victoire) afin de laisser une petite chance à ses opposants. Il ne s’entraîne plus depuis plusieurs dizaines d’années. Cette aptitude surhumaine de longévité est due à son entraînement.
Au début du siècle, Oro était professeur d’arts martiaux et décida d’aller au Brésil avec un ami. Supportant difficilement cette vie il s’éloigna de la civilisation et devint un ermite dans la forêt amazonienne.

### Q
Q est un personnage tout à fait énigmatique tiré de la saga Street Fighter III. C'est une sorte d'androïde vêtu d'un long manteau gris qui semble poursuivie par la police pour d'obscures raisons. Aucune information n'est donnée concernant ses origines ou son but, pas même lors des scènes d'introduction et de fin du personnage.
Pour la petite histoire, Q serait inspiré d'un personnage du décor de l'arène de Ken Masters dans Street Fighter II, personnage qui ressemble beaucoup à Q. Cependant, aucune information à propos de ce personnage n'a été validée par Capcom. Néanmoins la ressemblance avec l’androïde K de Robotto Keiji, série des années 1970 créée par Shotaro Ishinomori, est évidente.

### Remy
Remy (レミー) est le tout premier personnage français de la franchise, et pratique la Savate.
Remy a une dent contre tous les combattants depuis que son père a abandonné sa famille pour poursuivre la voie du guerrier. Sa mère et sa sœur sont mortes (Rémy a enfermé le corps de sa sœur dans un bloc de glace qu'il a fait immerger dans le golfe de Gascogne afin de les préserver). À la fin de Street Fighter III, il mentionne qu'il faut « tout oublier » pour être heureux car c'était l'obscurité d'être un guerrier qui a forcé son père à disparaître et abandonner sa famille. Il permet au cadavre de sa sœur de couler à la suite dans la mer, montrant qu'il a mis son sombre passé derrière lui. Son style de combat est extrêmement proche de celui de Guile, ce qui permet de penser qu'il fait office de remplacement du militaire américain dans cet opus.

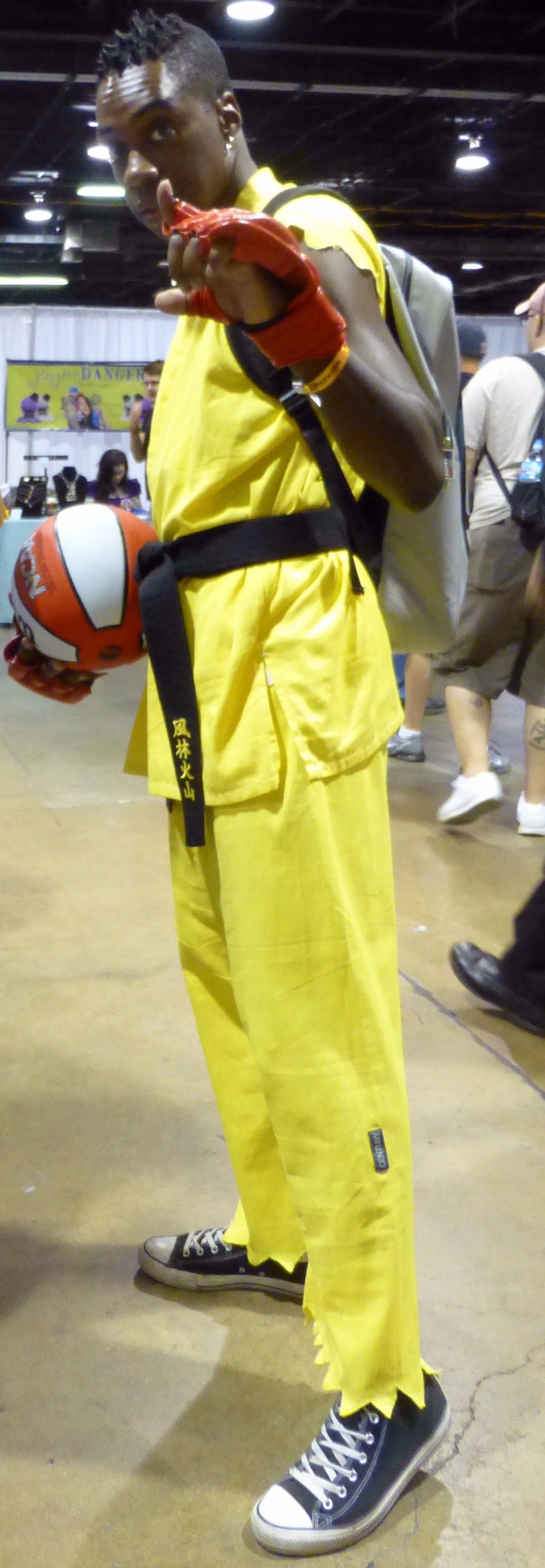
cosplay de Sean Matsuda

### Sean
Sean Matsuda (ショーン・マツダ, Shōn Matsuda) est d'origine brésilienne, il voue le désir d'apprendre le karaté Ansatsuken auprès de Ken Masters, qu'il appelle volontiers "Maitre" avant l'heure. Bien qu'il soit très doué de par le prime entrainement au combat reçu de son grand-père, un migrant japonais (d'ou la consonnance nipponne du nom), Sean est encore fougueux et intempestif, ce qui le place encore très loin du niveau de son maître. Sean désire ardemment remporter des tournois dans l'espoir d'acquérir la validation de ses mentors, et rêve même avoir remporté un tournoi qu'en réalité il rata dès les préliminaires du fait d'un manque d'entrainement.
Ses coups sont légèrement différents de ceux de Ryu et de Ken. Il utilise même parfois un ballon de basketball combiné à une boule de feu.
Au début du développement de Street Fighter III: New Generation, Sean était censé être le combattant shotokan/ansatsuken du jeu et remplacer Ryu et Ken, qui initialement ne devaient pas apparaitre. Ces derniers furent ajoutés au dernier moment dans la version Bêta quand Capcom réalisa que le jeu ne pouvait pas se passer des personnages principaux de la franchise sans se condamner à l'avance à un échec des ventes.
Sean reparut comme personnage non-jouable additionnel dans Marvel vs. Capcom 3.
Sa sœur ainée, Laura, apparaît quant à elle pour la première fois dans Street Fighter V.

### Twelve
Twelve (トゥエルブ) est un humanoïde gélatineux de couleur blanche qui peut changer de forme, il peut transformer ses mains en lame ou peut se transformer en Ptéranodon pour certains combos, et il peut notamment copier la forme de ses adversaires.
Twelve est le résultat ultime du « G-Project » de l'organisation de Gill, une opération de guerre biologique dirigée par le Dr Kure et supervisé par Urien, le frère de Gill. Création génétiquement mimétique, Twelve est en mesure de copier l'apparence des autres et de changer la forme de n'importe quelle partie de son corps pour s'adapter à la tâche à accomplir. Il est également extrêmement résistant aux dommages et obéissant servilement, ce qui fait de lui le soldat parfait. Une fois Twelve déclaré comme un succès, la production de masse a commencé, et l'original a été envoyé en mission spéciale : retrouver et récupérer Necro, le prototype original du G-projet, et Effie, la petite-amie de ce dernier, qui l'a libéré de laboratoire. Twelve parvient à battre Necro, mais ce dernier se fait secourir par Effie avant que Twelve ne l'achève. Twelve les a laissés partir, car il a ressenti de la compassion : l'imperfection du soldat autrement parfait.
Dans sa fin, le Dr Kure se moque de lui car il ne peut pas rêver, et Twelve le regarde avec une grande colère.

### Urien
Urien (ユリ アン) est le frère cadet de Gill et a tenté de revendiquer le titre de chef de la Secte Illuminati. Mais c'est Gill qui fut choisi. Depuis, Urien aspire à le renverser en créant sa propre armée : c'est le G-Project. Il enlève l'un des enfants dont Chun-Li s'occupe, afin de l'inciter à reprendre les combats en lui fournissant un casus belli.
Ce qui lui est arrivé après Street Fighter III: 3rd Strike - Fight for the Future est assez méconnu. On découvre dans sa fin de Capcom Fighting Evolution qu'il a réussi à créer une armée de clones de Twelve à son image, ce qui accrédite la thèse de la réussite du G-Project.
Urien revient dans Street Fighter V ou il est vice-président d'Illuminati et cherche a anéantir Shadaloo pour conquérir le monde a sa place. C'est d'ailleurs le seul jeu ou il porte un uniforme d'homme d'affaires.

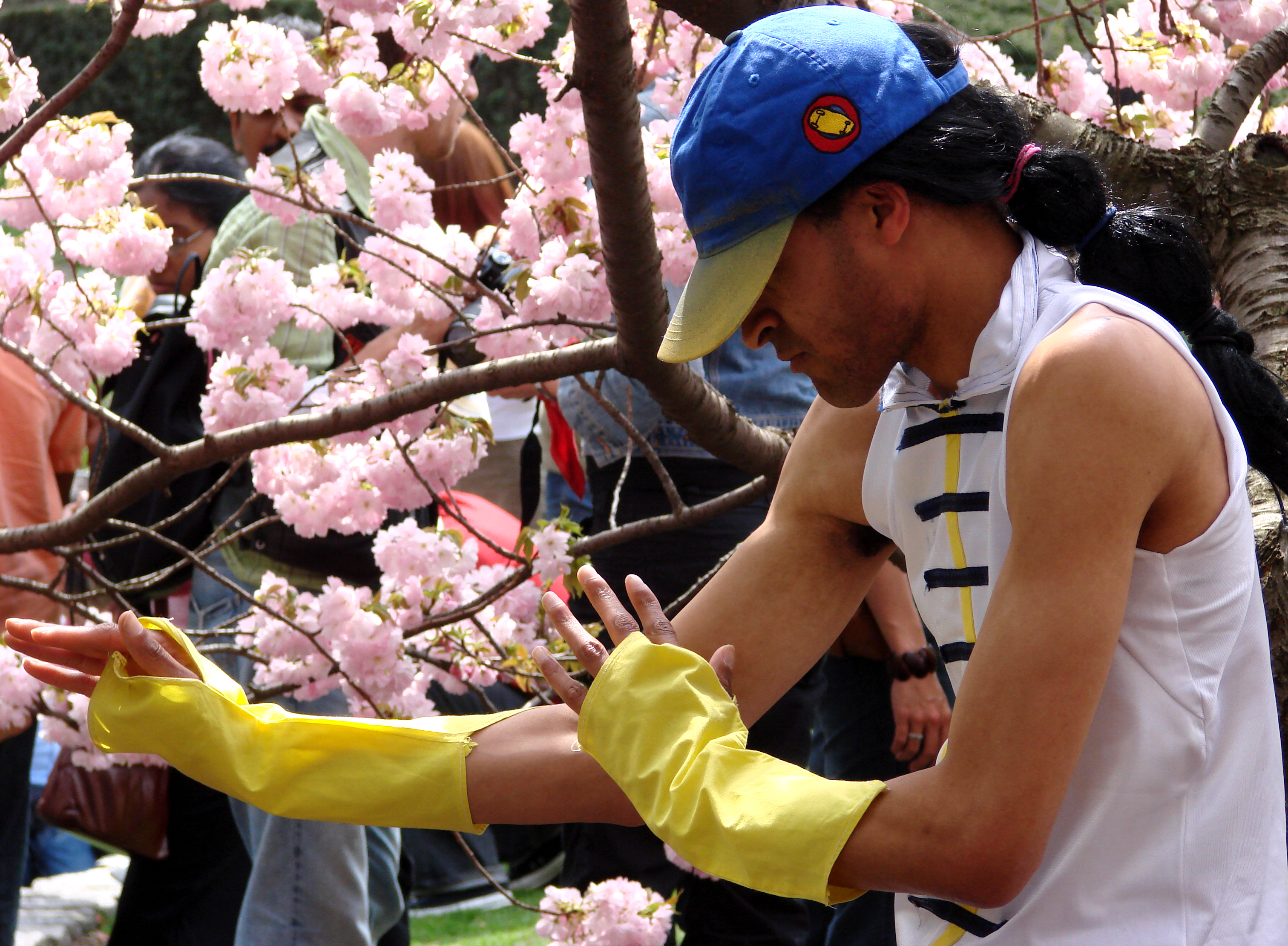
Cosplay de Yun

### Yun et Yang
Yun et Yang sont des frères jumeaux originaires de Hong-Kong et pratiquant le Kenpō, et se trouvent être les neveux de Lee, du premier opus.
Ils sont à la recherche de la légendaire star de cinéma Fei Long, et nourrissent l'espoir de devenir des stars de cinéma, célèbres dans leur propre ville natale. Ils ont des ennuis avec Dee Jay (qui, par hasard, sait comment s'associer avec Fei Long), se sont battus contre lui et ont remporté le combat. Yun a également entendu des rumeurs selon lesquelles Fei Long travaillerait avec des trafiquants de drogue (qui s'avèrent être Shadaloo). Mais Dee Jay sait qu'il est suffisamment fort pour s'associer à ce genre de personnes et il dit à Yang et Yun où ils devaient trouver celui-ci. Après avoir pris congé et trouvé Fei-Long, ils se sont battus pour connaître la vérité sur lui. Après que les frères l'ont emporté, Fei Long leur avoue infiltrer le trafic de drogues pour avoir des informations sur M. Bison. Les frères ont décidé d'aider Fei-Long, craignant que les opérations de Bison ne ruinent leur ville natale, mais se font capturer par Shadaloo. M.Bison leur propose de se joindre à lui, mais ils ont refusé. Après un âpre combat, Yang et Yun sont victorieux, avec l'aide de Fei Long. Pour les remercier, ce dernier a exaucé leur souhait et les a pistonnés dans son prochain film : "Street King 2 : les 3 Dragons", qui fait un carton au box-office.
Les frères ont rejoint le troisième tournoi World Warrior pour montrer leurs compétences. Ils ont ensuite trouvé et combattu Gill, qui a apprécié leurs efforts et leur a accordé la direction de leur ville. Ils ont refusé son offre, car ils se sont battus pour arrêter ses plans et non le rejoindre.

## Introduits dans la sérieStreet Fighter EX

### Allen Snider
Alors qu'il était le favori des championnats du monde de karaté, il fut éliminé dès le premier tour du tournoi. Son adversaire, Ken Masters, lui déclara qu'il ne connaissait rien à la vie, c'est pourquoi il décida de faire le tour du monde pour prouver sa force.

### Area
Fille d'un inventeur ambitieux, Area a la responsabilité de tester la dernière invention de son père... une paire de rollers ultra-puissants et une énorme arme bionique lors du tournoi de Street Fighter Ex 2 Plus.

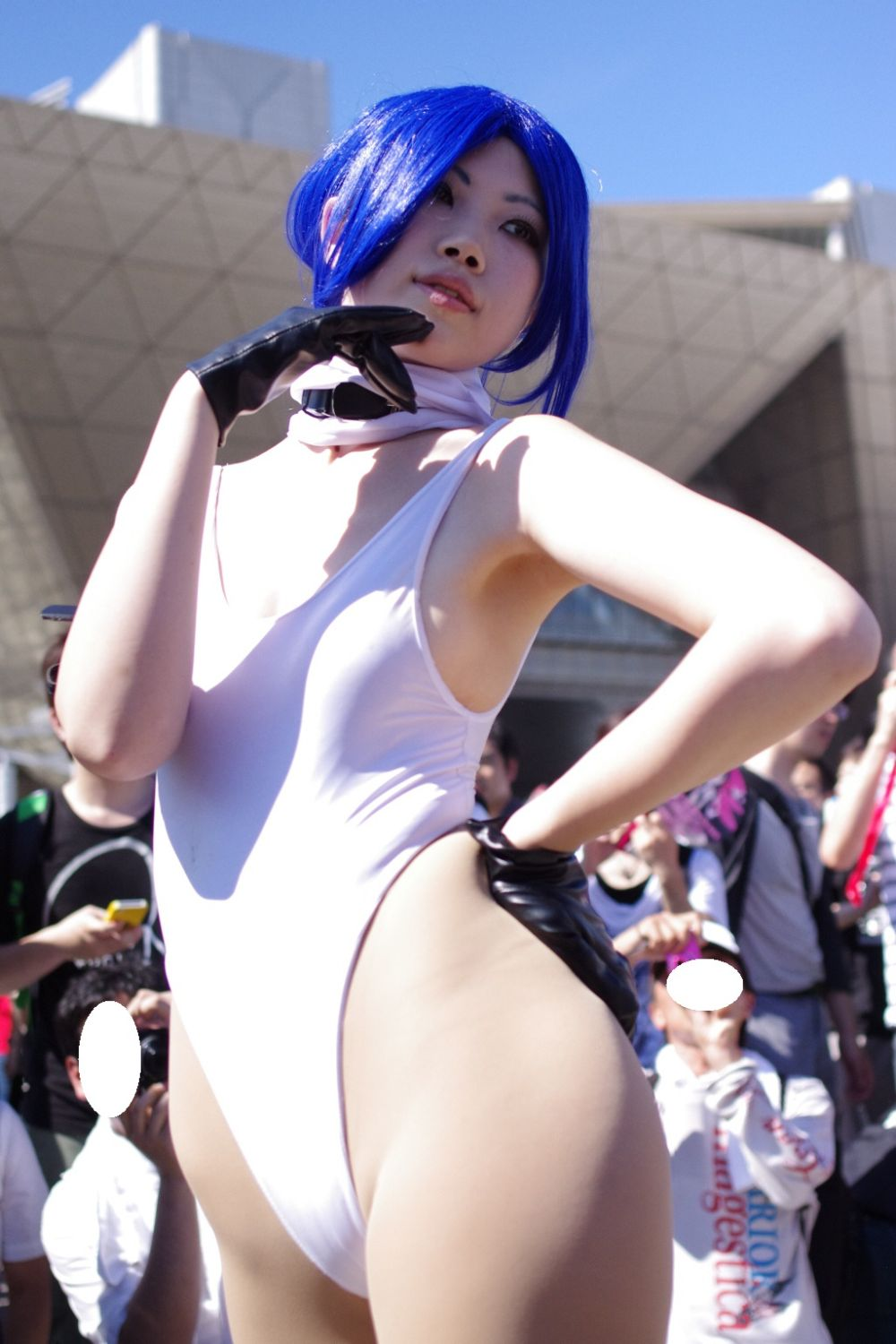
Cosplay de Blair Dame

### Blair Dame
Blair Dame (née le 6 mai 1965) est la fille d'une riche famille multi-millionnaire quelque part en Europe (pays d'origine non spécifié par Arika), ce qui lui dota d'une éducation spécialisée et pointue dans sa jeunesse. Cependant, malgré son aisance et ses études, Blair a également reçu une formation rigoureuse aux arts martiaux, avec le sentiment qu'un jour elle pourrait non seulement avoir besoin de se protéger, elle mais aussi ses proches.
Invitée par son amie Pullum Purna à un tour du monde sans en connaître le motif -en l'occurence la participation au tournoi-. Blair reçut de sa mère la permission, à la condition expresse qu'elles soient accompagnées par un garde du corps. Blair choisit Cracker Jack, Pullum choisit Darun Mister.
Blair apparût dans tous les opus de la série Street Fighter EX, ainsi que dans les jeux de combat Fighting Layer et Fighting EX Layer développés par Arika en collaboration avec Namco, le concurrent de Capcom..

### Cracker Jack
Cracker Jack était autrefois un joueur de Las Vegas qui était connu pour ses coups de poing imparables. Il a gagné le surnom de « Cracker » en raison de sa batte de baseball, sport qu'il a toujours exercé. Mais lorsque Shadaloo décide de l'approcher pour une raison inconnue, il décide de leur échapper, ne sentant pas cette association d'un bon œil. Sa fuite le poussa à devenir le garde du corps de Blair Dame, l'héritière d'une riche famille européenne, quand elle a décidé de voyager dans le monde avec Pullum Purna. Lorsqu'il rentra en Amérique, il détruisit en un coup de poing un fourgon rempli d'armes de Shadaloo.
En guise de remerciement, Shadaloo enlève sa sœur cadette pour se venger. Après avoir risqué sa peau pour la sauver (sans qu'on ne sache s'il a réussi ou non), Jack se cache de cette organisation en restant dans la résidence de la famille Dame.

### Cycloid-β et Cycloid-γ
Cycloid β et Cycloid γ sont deux personnages cachés de Street Fighter EX premier du nom. Cycloid Beta est un personnage bleu (par défaut) transparent. On le retrouvera en tant que Bonus Stage dans Street Fighter Ex 2 Plus. Cycloid Gamma est quant à lui un personnage en 3d « fil de fer », sans textures. Les deux ont très probablement servi à l'élaboration d'autres personnages du jeu, et permirent d'obtenir rapidement deux personnages supplémentaires sans rechercher à créer une histoire. Dans le premier opus, ils incarnent les personnages "caméléons", empruntant des coups à chaque personnage.

### Darun Mister
Darun Mister est un célèbre lutteur en Inde. Il entend parler de Zangief, le célèbre catcheur Russe et veut le défier pour prouver qu'il est plus fort. Il agit lui aussi comme garde du corps, pour Pullum.

### Doctrine Dark
Doctrine Dark est un américain né en Allemagne, et servait auparavant sous les ordres de William Guile avec son unité spéciale de reconnaissance tactique. Au cours de sa période de service, sa propre unité se retrouve dans une bataille avec une autre unité concurrente, dirigée par Rolento Shugerg. La bataille a dégénéré et a occasionné de lourdes pertes : Doctrine Dark est le seul membre de son unité à en avoir échappé. Toutefois, il a été grièvement blessé mentalement et physiquement. Équipé d'un appareil respiratoire portable, il a finalement pris la fuite à l'hôpital et entré dans la clandestinité et la désertion, pour réapparaître comme le tueur psychotique dérangé : Doctrine Dark. Tenant Guile et Rolento comme responsables du massacre de son unité, il cherche à les tuer en conséquence.

### Garuda
Garuda est le boss de fin de Street Fighter Ex. Mi homme, mi démon, il est obsédé par le meurtre. La seule chose que l'on connait de cet être, c'est sa force démesurée.

### Hokuto Mizukami
Hokuto (ほくと) est née dans la famille Mizukami (水神), qui a tenu une tradition dans l'art du Kobujutsu. Initialement connu sous le nom "Shirase" (讣) pendant son enfance, Hokuto a été confiée à la "Head House" à un âge précoce et a grandi là-bas. Après que sa sœur cadette, Nanase, soit née, les deux se sont entraînées ensemble rigoureusement dans les arts martiaux et étaient étroitement liées. Hokuto a depuis affiné son style personnel.
Le jour de ses 17 ans, elle a appris l'existence de son frère aîné nommé Kairi de son père adoptif, qui a disparu lorsque de Hokuto était encore un bébé. Son frère est en fait, toujours vivant et a marché sur le chemin du Shura (修罗). Hokuto entreprend donc un voyage pour l'arrêter, ce qui signifie qu'elle aurait à faire face à celui-ci dans un combat à mort. Finalement Hokuto a atteint la fin de son voyage et a retrouvé son frère Kairi.Toutefois, la présence de celui-ci a déclenché le Sceau du sang (血の封印, Chi no Fuuin) implantés dans Hokuto, faisant d'elle un assassin dont le seul but était d'effacer l'existence de Kairi. Ils s'engagent dans une confrontation sévère qui a pris fin abruptement lorsque Kairi est tombé dans un ravin et a disparu.
Hokuto, de retour de son voyage, a été reconnue comme chef de la famille Mizukami. Bien que Nanase s'entraîne à devenir le successeur légitime, Hokuto apprend des rumeurs indiquant que Kairi est encore vivant. Hokuto concède son titre à Nanase et part de nouveau à la recherche de Kairi.
Comme Ryu, Hokuto a son côté obscur (Bloody Hokuto), correspondant au Sceau du sang dans lequel elle s'est trouvée en confrontant son frère.

### Kairi Mizukami
Kairi (カイリ) est né dans la famille Mizukami (水神) et a été formé à l'art ancien familial du combat au corps à corps. Cependant, Kairi a perdu la mémoire quand il a battu son propre père dans un combat à mort. Seuls les mots "vous devez tester vos limites" sont restés dans ses souvenirs. Dirigé par ces mots, Kairi pensait que le seul moyen de récupérer sa mémoire était de suivre la voie du Shura (修罗), en remplacement de ses souvenirs perdus par la nature d'un démon. À force de se battre, ses cheveux ont blanchi et il s'est retrouvé couvert de cicatrices. Finalement, Kairi a combattu sa jeune sœur Hokuto et s'est fait battre. Plus tard, il l'affrontera à plusieurs reprises, malgré les tentatives de leur sœur cadette Nanase pour les arrêter.

### Nanase Mizukami
Nanase (七瀬) Mizukami (水神) a grandi avec sa sœur aînée et modèle Hokuto. Bien que né d'une famille de maîtres dans l'art du Kobujutsu, Nanase est s'entraîne également pour le Bojutsu, mais elle est toujours formée au Kobujutsu pour ne pas décevoir sa sœur.
Un jour, Nanase a été surprise par la décision soudaine de sa sœur ainée Hokuto d'abandonner le titre de chef de famille et le décerne à Nanase. Peu de temps après, Hokuto partit subitement en voyage pour affronter un nouvel ennemi. Ayant finalement apprise plus tard qu'Hokuto était en fait à la recherche de leur frère ainé Kairi disparu, elle prend la décision de partir à son tour à leur recherche dans l'espoir d'empêcher un combat potentiellement fratricide.

### Pullum Purna
Pullum Purna est la fille d'un sultan en Arabie saoudite. Son grand-père a été retrouvé en état d'hypnose après avoir lu un livre avec le mot Shadaloo sur la couverture. Pullum, désireuse de savoir de Shadaloo ce qu'ils ont fait à son grand-père, engage Darun Mister comme garde du corps, et part en voyage avec son amie Blair Dame pour retrouver l'organisation.

### Shadowgeist
Shadowgeist était un homme normal, qui vivait sous une dictature féroce. Ayant perdu sa femme et son fils à cause du gouvernement oppressif (les détails concernant leurs meurtres sont vagues) et brûlant de vengeance et de mépris, il décide de trouver l'homme responsable.

### Skullomania
Bureaucrate de troisième ordre critiqué pour son manque de compétences, il fut un jour envoyé dans un salon publicitaire organisé par l'un des plus gros clients de sa compagnie. Là, il fut contraint de participer à un spectacle comique, habillé sous le costume de squelette qu'il porte depuis. Face au regard du public, un déclic se produisit en lui : il décida de conserver le costume de squelette pour jouer les justiciers.

### Vulcano Rosso
Combattant très mystérieux au costume flamboyant, Vulcano Russo porte un fardeau de douleur depuis que sa fiancée a été tuée. Son seul souhait n'a été que de se venger.

## Introduits dansStreet Fighter: The Movie

### Blade
Blade est un soldat de l'organisation criminelle Shadaloo et sert en tant que soldat aux ordres du dictateur M. Bison. LA mission de la division de troopers dont il fait partie, est d'éliminer Guile et ses forces, qui tentent alors de parasiter les opérations de Bison sur le territoire de Shadaloo. En réalité, Blade est Gunloc, le frère de Guile, entré dans une mission d'infiltration pour en savoir plus sur Shadaloo (ces informations sont précisées seulement dans le jeu vidéo tiré du film). Lors des combats, Blade utilise des attaques à distance qui impliquent des couteaux.
Sous son nom de scène, Gunloc, Blade est un personnage du jeu de catch de Capcom Saturday Night Slam Masters. Dans la version japonaise, il est dit que c'est un élève de Mike Haggar, mais il est précisé dans la version anglaise qu'il est lié à Guile.
On apprend dans Saturday Night Slam Masters qu'il était amoureux de Jessica (de la série Final Fight), mais qu'à son grand regret cette dernière s'intéressait à Cody. Ils se sont battus pour l'amour de Jessica, mais c'est Cody qui remporte le combat.
Apparence
Comme les autres hommes de troupe de Shadaloo, Blade porte une combinaison rouge, des gants noirs, une veste noire, ainsi qu'un masque de fer relié à un casque rouge. Sous son masque de soldat, il est blond aux yeux bleus.

### Sawada
Inspiré par son interprète dans le film de 1994, l'acteur japonais Kenya Sawada, le personnage de Sawada est une création visant à remplacer le seul personnage de Street Fighter II à ne jamais apparaître sur le grand écran : Fei-Long. L'acteur hongkongais a été initialement choisi par Capcom pour incarner Ryu dans le film, mais du fait d'un niveau insuffisant en anglais, il a été remplacé par l'acteur Byron Mann.
Il servait dans le film comme capitaine dans l'armée des Nations Alliées, commandée sur le terrain de Shadaloo par le Colonel Guile.
Bien qu'il n'apparaisse pas dans Street Fighter V, Sawada a été présenté dans la partie Shadaloo Combat Research Institute de leur site Web Capcom Fighters Network.
Sawada apparaît dans les adaptations d'arcade et de console du film, où il a été utilisé comme remplaçant pour Fei Long, qui était lui-même fortement inspiré de l'acteur américain Bruce Lee. En effet, c'est le thème de Fei Long qui se joue lorsqu'un joueur complète le jeu avec le personnage de Sawada.
Sawada est également apparu dans la série animée américaine et la série comique brésilienne,.

## Introduits dans la sérieStreet Fighter IV

### Abel
Abel (アベル, Aberu) est un français amnésique. Il a l'air d'être un combattant assez complet provenant du Free Fight. Il maîtrise le judo/sambo et on peut apercevoir chez lui des bases de Grappling. Il est à l'aise à distance et est particulièrement redoutable au corps à corps, utilisant des « choppes » (prises) puissantes, telle la Tornado Throw.
Abel est aussi le 2e combattant français de la série des Street Fighter (après Rémy de Street Fighter III 3rd Strike : Fight for the Future)
Abel serait, d'après Seth, une création qui aurait échoué. Soulignons ici le lien explicite avec les personnages de la Bible : Caïn, fils premier né d'Adam et Ève, tua son frère cadet, Abel, par jalousie. Eve, inconsolable, mit au monde un troisième enfant, qu'elle nommera Seth. Un nom qui étymologiquement peut signifier « à la place de », tout comme le clone vient à la place de l'original.
Le lien de « parenté » entre Seth et Abel est appuyé dans les vidéos des personnages, ainsi que dans les phrases de confrontation entre les deux personnages. Il est à plusieurs reprises mentionné la ressemblance physique de ceux-ci. Enfin, on sait qu'Abel reconnait la technique "Sonic Boom" de Guile à leur rencontre, bien qu'amnésique. Cette technique a sans doute été reconnue chez Seth, qui la possède également, entre autres techniques copiées sur les autres combattants du jeu.
Inspiration
Son style et son physique sont rapportés comme étant inspirés par Fedor Emelianenko, champion du monde poids-lourds de free-fight, et considéré comme un des meilleurs combattants de tous les temps.[réf. nécessaire] Il porte un kimono semblable aux kimono de Sambo un art martial Russe que pratique Fedor.
Dans ses premiers concepts arts, Abel aurait dû être une femme Karatéka qui se chaussait avec des geta, mais Capcom a changé son idée car parmi les nouveaux personnages de Street Fighter IV, il y avait déjà un Karatéka en la personne de Rufus. Son style de combat avait donc été changé pour le Free Fight, mais c'est plus tard que Capcom décide d'en faire un homme.

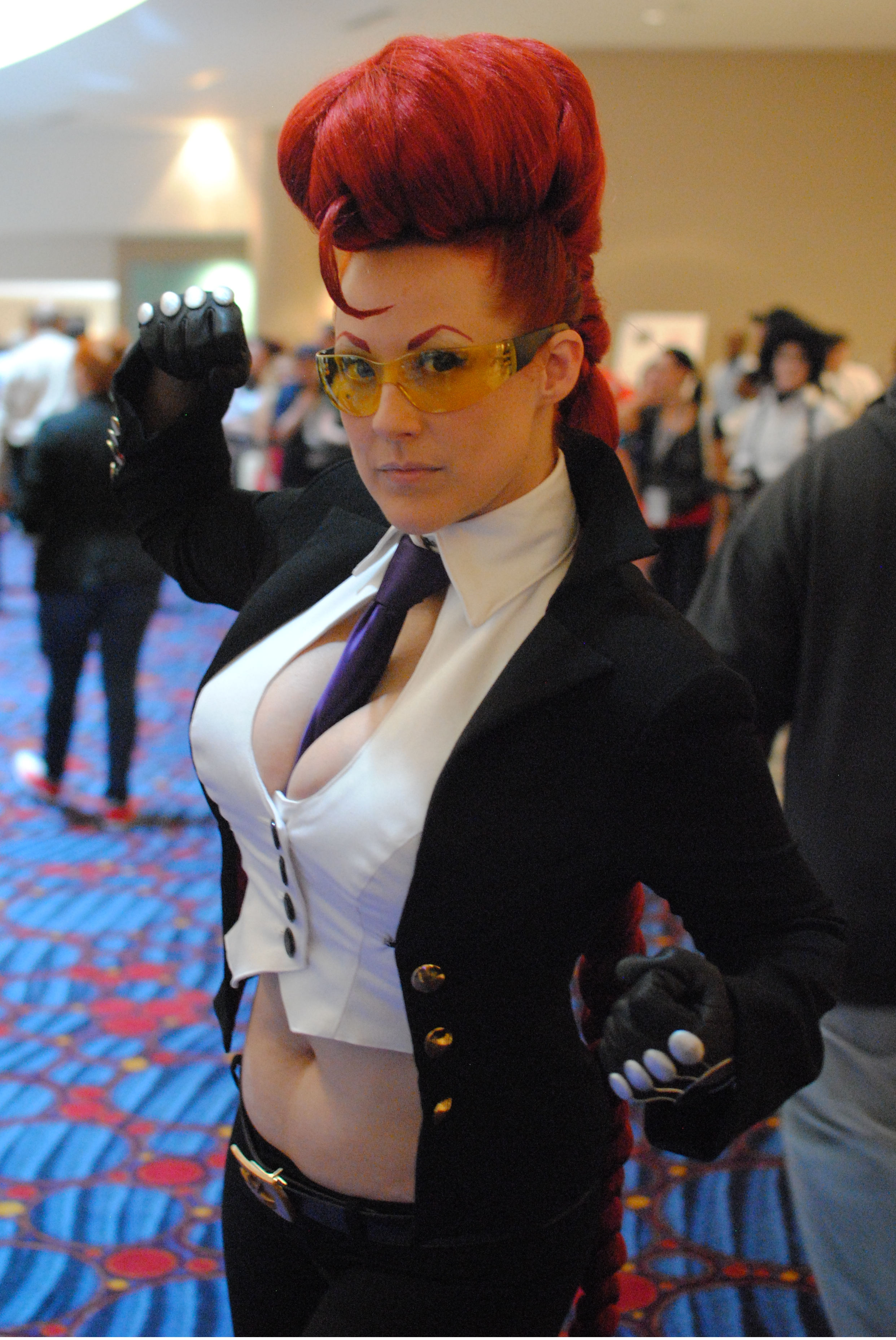
Cosplay de C. Viper

### Crimson Viper
Crimson Viper (C.ヴァイパー, C. Vaipā) est une femme américaine armée d'énormément de techniques de pointe pour le combat.
Ce personnage a été créé par le designer japonais Daigo Ikeno, dans l'optique de plaire à un public américain. De par son design et son gameplay ressemblant davantage à un personnage SNK (franchise King of Fighters en particulier) qu'a un personnage Capcom traditionnel, fait que le producteur exécutif de Street Fighter IV, Yoshinori Ono, dément avoir été intentionnel.
Crimson Viper est en même temps commerciale et son propre prototype de vente pour l'organisation S.I.N., une entreprise d'armement dirigée par Seth.
Une majorité de ses répliques dans Street Fighter IV implique la combattante en train de s'inquiéter pour sa fille, Lauren : Crimson Viper est ainsi la première combattante jouable de la franchise dont le statut de mère est canoniquement reconnu, alors que Ken Masters, Guile et Dhalsim étaient déjà connus comme pères, les deux derniers depuis 1991.
Dans l'anime officiel, c'est une agente de la CIA infiltrée chez S.I.N. afin d'empêcher la capture de Ryu.

### Decapre
Decapre (ディカープリ Dikāpuri) est une Shadaloo Doll tout comme Cammy White, Juni et Juli. Les Shadaloo Dolls sont des soldates d'élite fabriquées dans le laboratoire de clonage de Bison. Chacune d'entre-elles porte le nom d'un mois de l'année dans une langue bien précise : Decapre étant la romanisation cyrillique de Décembre, cela peut laisser présumer une origine russe à la nouvelle-venue.
Avec un jeu de manette différent de ses acolytes, elle dispose d'une palette de coups identique à Cammy (cannon strike, spiral arrow, razor edge slicer) et d'un super similaire au Psycho Crusher de Bison. Tout comme Cammy, elle maîtrise un saut spécial (téléportation) qui lui permet de déclencher deux attaques différentes : une attaque de griffe en piqué provoquant une onde de choc, ou un cannon strike standard.
Clone inachevé et encore en "gestation", la moitié masquée de son visage n'a pas encore de peau. Elle ne maîtrise pas encore pleinement le langage humain. Bison la contrôle comme une marionnette grâce à son casque, sans lequel elle ne peut survivre. Entre deux missions, elle se repose dans son éprouvette et reprend tant bien que mal sa gestation.
Decapre apparaît dans Street Fighter Alpha 3, en tant que personnage secret non-jouable. Elle est pleinement jouable dans Street Fighter 4. Elle apparaît en PNJ dans Street Fighter 5, mais il existe un mod où elle est jouable.
Elle est incarnée par Katrina Durden dans Street Fighter. Resurrection, dans lequel elle parle correctement et dispose d'une peau du visage relativement formée. La série se déroulant en prologue du cinquième opus, il est plausible que son développoement soit plus ou moins abouti entre-temps.

### El Fuerte
El Fuerte (エル・フォルテ, Eru Forute) est un chef gastronome mexicain pratiquant la lucha libre, le catch mexicain. Dans Street Fighter IV, sa motivation est d'inventer une nouvelle recette gastronomique qui serait reconnue dans le monde entier, mais ses recettes font toujours faillite.

### Hakan
Hakan (ハカン) est une star internationale de la lutte turque (caractérisée par l'utilisation d'huile). Il fait partie des personnages étranges, une tradition de la série Street Fighter, dans la lignée de Dhalsim et Blanka.
Riche président de la World's Leading (une fabrique d'huile alimentaire), c'est aussi le père de sept filles. Ami de longue date d'Edmond Honda, les deux se sont toujours disputés pour savoir qui a le meilleur style de combat. Ce qui ne nuit pas à leur amitié.
Membre d'une liste de candidats aptes à faire partie des combattants de la S.I.N., il reçut la visite de Crimson Viper, envoyée pour le convaincre de rejoindre l'organisation, mais ce dernier refusa. C. Viper décide donc de se battre contre lui, le vainc et considère finalement ce dernier trop faible pour les rejoindre. On notera également que Seth s'intéresse à Hakan et le considère comme un rival, sentiment non réciproque.

### Poison
Poison (ポイズン Poizun) est un autre personnage de Final Fight, faisait partie du gang de rue Mad Gear et maintenant réformée en tant que Manager de Hugo.

### Rufus
Rufus (ルーファス, Rūfasu) est un spécialiste en Kung fu. Son but est d'avoir la réputation d'être le meilleur combattant des États-Unis. Il n'aime pas Ken Masters, ce dernier n'ayant aucun mauvais sentiment à son égard.
Ses rivaux
Rufus considère Ken Masters comme son principal rival même si ce dernier n'a rien contre lui et qu'apparemment il ne connait pas Rufus ou ne souvient pas de lui.
Il se bat également contre Dhalsim le prenant pour un extraterrestre dû à son pouvoir de lévitation, Dalshim reste calme, mais craque à la fin et bat Rufus.
Dans Super Street Fighter IV, Rufus rencontre aussi Dee Jay. Ce dernier aime bien Rufus et aime son « rythme ». Ils finissent par faire un duel plus ou moins amical que Dee Jay gagnera.

### Seth
Seth (セス, Sesu) est un robot numéroté censé analyser les techniques de combat des meilleurs combattants du monde dans la série Street Fighter. Il porte le numéro 15. Ce robot ayant une conscience est à la tête d'une entreprise d'armement connu sous le nom de S.I.N.
Seth nous est présenté comme un personnage se considérant comme un génie, d'un tempérament égocentrique et tricheur.
Seth a acquis et imité diverses techniques de combat provenant entre autres de Guile ou bien Charlie (le Sonic boom), de Zangief (les prises de catch dévastatrices), de Dhalsim (la téléportation et l'allongement des bras), de Ken (le Shoryuken), d'Abel (quelques coups), de Vega (les sauts) et de Chun-Li (un dérivé de son fameux coup de pied très rapide, le Hyakuretsukyaku). Le principe de réunir des coups des autres personnages en un seul rappelle Dural, le boss final de la série Virtua Fighter.
Seth est un clin d'œil à Seth Killian le community manager de Capcom.[réf. nécessaire]

## Introduits dansStreet Fighter V

### Abigail
Abigail est un personnage issu de la série Final Fight en tant que membre du gang Mad Gear, il devient un personnage de la série Street Fighter à partir de Street Fighter V où il est maintenant un mécanicien. Dans Final Fight, il a une taille semblable à celles de Cody et Guy, mais dans Street Fighter V, il a une taille colossale (mesurant un peu plus que Hugo). Il aime les grosses voitures, dans son histoire, il recherche sa voiture qui a disparu. Abigail est le premier personnage de Street Fighter à être originaire du Canada.

### Ed
Ed un jeune sans abri qui a été enlevé par Seth et fut ensuite escorté par Balrog dans Street Fighter IV. Ed a été modifiée comme corps de rechange pour M. Bison, mais fut hébergé par Balrog pour se sauver de son sort. Ed devient jouable dans Street Fighter V ou il est un adolescent, et maitrise son propre Psycho Power. Il pratique la boxe avec son Psycho Power.

### Eleven
Personnage qui a le pouvoir de se transformer en n'importe quel personnage de street fighter  
Première apparition dans street fighter 3 il s'appelait twelve     

### Falke
Falke est une jeune combattante qui a été créée comme corps de rechange pour M. Bison. Elle fut sauvée par Ed et les deux s'unissent comme frères et sœurs. Son style de combat est semblable à celui de Rolento.

### F.A.N.G.
F.A.N.G. (ファン, Fan) est un nouvel antagoniste introduit dans Street Fighter V exprimant une certaine loyauté envers M. Bison. Malgré son apparence vestimentaire et son nom qui semblent chinois, son origine est incertaine.
Il se démarque de la plupart des personnages de la série entière par son apparence moins réaliste : son visage long et fin et ses mouvements longs et saccadés pouvant rappeler un personnage de dessin animé.
Il fut envoyé avec une équipes assassins aux mains vénéneux pour tuer M. Bison, mais ce dernier résiste a son poison. Étonné, F.A.N.G. désire servir M. Bison pour l'aider a conquérir le monde, il devient membre de Shadaloo. Balrog et Vega semblent détester F.A.N.G., ce dernier les détestent aussi et ne supporte pas que l'on trahisse M. Bison.
Il maîtrise le kenpō chinois, et est le premier personnage de la série ayant la capacité d'empoisonner son adversaire.

### Kolin
Kolin est la servante de Gill. Elle apparait dans Street Fighter III: New Generation comme personnage non-jouable et devient jouable dans Street Fighter V. Kolin pratique le Systema avec des pouvoirs givrants.
Dans Street Fighter V, elle ramène Charlie Nash a la vie pour qu’il puisse se venger de M. Bison.

### Laura Matsuda
Laura Matsuda (ララ・マツダ, Lala Matsuda) est le troisième personnage d'origine brésilienne apparu dans la série, après Blanka dans Street Fighter II et son frère cadet Sean Matsuda, qui lui était jouable dans Street Fighter III: New Generation.
Elle maîtrise le jiu-jitsu brésilien mélangé à des attaques électriques, qu'elle effectue à partir de l'électricité statique générée en frottant ses cheveux.
Laura Matsuda a été incarnée à l'écran par Natascha Hopkins.

### Lucia Morgan
Lucia Morgan est un personnage issu de la série Final Fight. Elle est américaine et travaille en tant que détective pour la police de Metro City. Son style de combat est centré majoritairement autour de ses pieds et elle utilise des techniques similaires à celles de Chun-Li.

### Menat
Menat (メナト, Menato, منات) est, après Ibuki, Juri Han et la nouvelle venue Kolin, la quatrième femme ajoutée au roster de Street FIghter V. D'origine égyptienne, elle est l'apprentie de Rose et adepte du Soul Power à l'instar de cette dernière.

### Necalli
Necalli (ネカリ, Nekari) est un guerrier aztèque inspiré de Huitzilopochtli, le dieu du soleil, de la guerre et des sacrifices humains. Cet émissaire des dieux misanthrope combat de façon sauvage et animale afin de dévorer l'âme de ses adversaires.

### Rashid
Rashid le Zéphyr (逆巻く風のラシード, Sakamaku kaze no Rashīdo) est le premier personnage issu du Moyen-Orient qui apparaît dans la série principale (la série Street Fighter EX n'ayant pas été réalisée par Capcom). Il est né d'un accord entre Capcom et son distributeur émirati Pluto-Games, ces derniers ayant suggéré de créer un personnage jouable d'origine arabe afin de promouvoir le jeu dans la péninsule arabique,.
L'origine de Rashid n'est pas explicite, son profil officiel indiquant simplement "Moyen-Orient". Ses statistiques en jeu indiquent qu'il utilise le parkour comme style de combat. Il recherche son amie enlevée par Shadaloo, et apprend à la fin qu'elle a été tuée par F.A.N.G.

## Introduits dansStreet Fighter 6
A.K.I.
A.K.I. Interprétée par : Mutsumi Tamura (japonais) ; Faye Mata (anglais)
A.K.I. est une femme chinoise aux cheveux blancs qui a été formée sous la tutelle de F.A.N.G. Comme son maître, elle se bat avec des techniques empoisonnées. Cependant, contrairement au kung-fu de la grue de son maître, elle utilise un kung-fu du serpent qui implique la flexibilité. Elle a été révélée comme l'un des personnages DLC du Pass Saison 1 de Street Fighter 6, avec un court gameplay montré lors de l'EVO 2023, et a été annoncée fin août 2023 pour sortir après l'événement Tokyo Game Show le 27 septembre 2023.
Elle est plus tard révélée comme étant autrefois connue sous le nom de Fantôme (鬼, Ki), qui est apparue pour la première fois dans l'histoire parallèle Toxicity de Street Fighter V, où elle était une adolescente adoptée par F.A.N.G et a depuis développé une obsession malsaine envers lui. Son apparence pâle, en particulier ses cheveux blancs, provient d'un entraînement régulier visant à développer une résistance au poison. Pendant Street Fighter 6, elle a été envoyée pour donner un avertissement à JP de ne pas laisser son maître derrière lui, afin de faire revivre l'héritage de Shadaloo.

### Jamie
Gardien de China Town à Métro City et rival de Luke

### Manon
Manon Legrand (マノン・ルグラン, Manon Ruguran) est une ballerine française idéaliste, championne de judo et célébrité qui a rejoint les circuits de combat du monde compétitif pour rechercher la vraie beauté à travers l'amélioration de soi. Elle est amie avec l'un de ses fans, Dee Jay, et éprouve une forte aversion envers JP. C'est elle qui a suggéré à E. Honda d'ouvrir son restaurant de chanko, mélange de restaurant et d'arène de sumo, Chanko House Edomon, à Metro City au lieu de l'installer dans la zone du carnaval itinérant de Paris, ce qui s'est révélé être un succès.

### Marisa
Doublée par : Mitsuki Saiga (japonais); Allegra Clark (anglais) Marisa Rossetti (マリーザ・ロセッティ, Marīza Rosetti) est une designer de bijoux italienne musclée et géante d'origine grecque, pratiquant le MMA-pankratistes, dont les cheveux roux mi-longs ressemblent à un casque de gladiateur, et possédant un lion de compagnie nommé Lucius (ルキウス, Rukiusu). Inspirée par la culture des gladiateurs gréco-romains de l'ancêtre de sa lignée, elle participe à des combats compétitifs pour rechercher à la fois la beauté glorieuse et la force. Bien qu'elle soit suggérée bisexuelle, elle développe une rivalité amicale avec Manon et tombe amoureuse d'un lutteur, Zangief.

## Autres

### Goutetsu
Goutetsu est le maître d'arts martiaux d'Akuma et de Gouken. L’ayant surpassé‚ Akuma le tua dans un combat grâce au Shun Goku Satsu tandis que Goutetsu préparait ce qui ressemblait à un Messatsu Gou Hadou.
Goutetsu fut incarné par Togo Igawa dans Assassin's Fist.

### Zen
Zen est un nouveau personnage originellement prévu pour faire son apparition dans Street Fighter V, mais il a été remplacé par F.A.N.G.
Il a été révélé le 3 février 2016 par Capcom sur Twitter, soit quelques semaines avant la sortie internationale de Street Fighter V, avec un prototype de son design. Ils n'ont cependant pas précisé la raison pour laquelle il a été annulé, ni à quel moment du développement du jeu cette décision a été prise.